# Willem Frederik Hermans
Willem Frederik Hermans (Amsterdam, 1 september 1921 – Utrecht, 27 april 1995) was een Nederlands schrijver van vooral romans, novellen en beschouwend proza. Typerend voor Hermans' werk zijn de hechte literaire constructie en de samenhang tussen vertelwijze, intrige en thematiek, die in essentie kennistheoretische opvattingen behelst. De bekendste van zijn dertien romans zijn De donkere kamer van Damokles en Nooit meer slapen. Meer dan de romans lopen de verhalen uit zijn zes novellebundels uiteen van fantastische of surrealistische tot vrijwel strikt autobiografische vertellingen; beide prozavormen bevatten soms ook satirische elementen. Eveneens was hij een fel en humoristisch polemist, met Mandarijnen op zwavelzuur als sprekendste titel. Hermans, behalve schrijver ook doctor in de wis- en natuurkunde (fysische geografie), weigerde de P.C. Hooft-prijs 1971. Hij werd in 1977 bekroond met de Prijs der Nederlandse Letteren. Hermans wordt met Gerard Reve en Harry Mulisch gerekend tot De Grote Drie, de drie belangrijkste naoorlogse Nederlandse auteurs.
In de jaren dertig werkte Hermans mee aan de schoolkrant van het Amsterdamse Barlaeus-gymnasium, waarvan hij ook even hoofdredacteur was. Tijdens de bezetting vulde hij het eerste van vier aanmeldingsformulieren voor de Nederlandsche Kultuurkamer in, maar het is onduidelijk of hij de inschrijving voltooide; in 1943 weigerde hij de loyaliteitsverklaring te tekenen en moest daarom zijn studie fysische geografie staken. In november 1950 studeerde hij alsnog af.
In de bezettingsjaren schreef hij poëzie en - veelal surrealistische - korte verhalen en romans. De oorlogsperiode zelf vormt de achtergrond van drie bekende werken: de roman De tranen der acacia's uit 1949, de novelle Het behouden huis uit 1952 en De donkere kamer van Damokles uit 1958. Deze laatste titel werd door vele critici als een meesterwerk ontvangen en leverde hem nationale erkenning op. De drie novellebundels Moedwil en misverstand uit 1948, Paranoia uit 1953 en Een landingspoging op Newfoundland en andere verhalen uit 1957 vestigden Hermans' reputatie als belangrijk schrijver van kort proza. De voorpublicatie van de roman Ik heb altijd gelijk in 1951 bracht Hermans in opspraak: een proces over belediging van het katholieke volksdeel eindigde in 1952 met vrijspraak.
Na zijn doorbraak concentreerde Hermans zich meer op zijn wetenschappelijke werk en schreef onder meer het boek Erosie in 1960. Het bijwonen van twee wetenschappelijke bijeenkomsten, in 1960 en 1961 gehouden in Noord-Scandinavië, vond een literaire neerslag in Nooit meer slapen uit 1966, dat als een van zijn beste werken wordt beschouwd. Als polemist paarde hij een scherpe argumentatie aan sarcasme en een groot gevoel voor humor; de populariteit van de polemiekenverzameling Mandarijnen op zwavelzuur uit 1964 overleefde de kwesties die erin aan de kaak werden gesteld. Enkele essays uit deze jaren getuigden van Hermans' interesse voor de filosoof Ludwig Wittgenstein. In de Weinreb-affaire(s) (1969-1976) waarin hij zich vastbeet ontmaskerde Hermans de naamgever als een collaborateur wiens rehabilitatie voorkomen diende te worden; het Rijksinstituut voor Oorlogsdocumentatie beslechtte de kwestie met een voor Weinreb vernietigend rapport. Hermans publiceerde in 1971 nog een laatste oorlogsroman, Herinneringen van een engelbewaarder.
Hermans' functioneren aan de Rijksuniversiteit Groningen werd onderwerp van een onderzoek, dat hem vrijpleitte van plichtsverzuim; toch liet hij zich in 1973 afkeuren en vestigde zich te Parijs. In de loop van de jaren zeventig, toen onder meer de satirische roman Onder professoren verscheen, nam de kritische waardering af. Verwijten betroffen herhaling, gemakzucht en het vallen voor de verleiding op een makkelijke manier veel geld te verdienen. Ook de weinig genuanceerde standpunten uit Hermans' dagbladstukken konden niet op algemene waardering rekenen, culminerend in de ophef rond zijn officieel bezoek aan Zuid-Afrika in 1983, waarmee hij de culturele boycot tegen het apartheidsregime negeerde. Later nam de waardering weer toe: de roman Een heilige van de horlogerie werd genomineerd voor de AKO Literatuurprijs 1988. Au pair uit 1989 is Hermans' laatste omvangrijke roman en zijn enige die in Parijs speelt. In 1991 vestigde Hermans zich in Brussel. Zijn Boekenweekgeschenk van 1993, In de mist van het schimmenrijk, is gebaseerd op een nooit gepubliceerd manuscript uit - en over - de oorlog. Ten tijde van zijn overlijden in 1995 legde Hermans de laatste hand aan de korte roman Ruisend gruis, die aansluit bij het surrealisme van zijn vroege verhalen.

## Levensloop

### 1921-1940: Jeugd
Willem Frederik Hermans werd op donderdag 1 september 1921 geboren in de Nederlands Hervormde Diakonesseninrichting aan de Overtoom in Amsterdam. Hij was het tweede kind van de onderwijzer Johannes “Johan” Hermans (1879-1967) en Hendrika “Rika” Hillegonda Eggelte (1884-1967), die tot hun huwelijk op 24 juli 1913 onderwijzeres was. Hun eerste kind was Hermans' oudere zus Cornelia “Corry” Geertruida (4 december 1918-14 mei 1940).

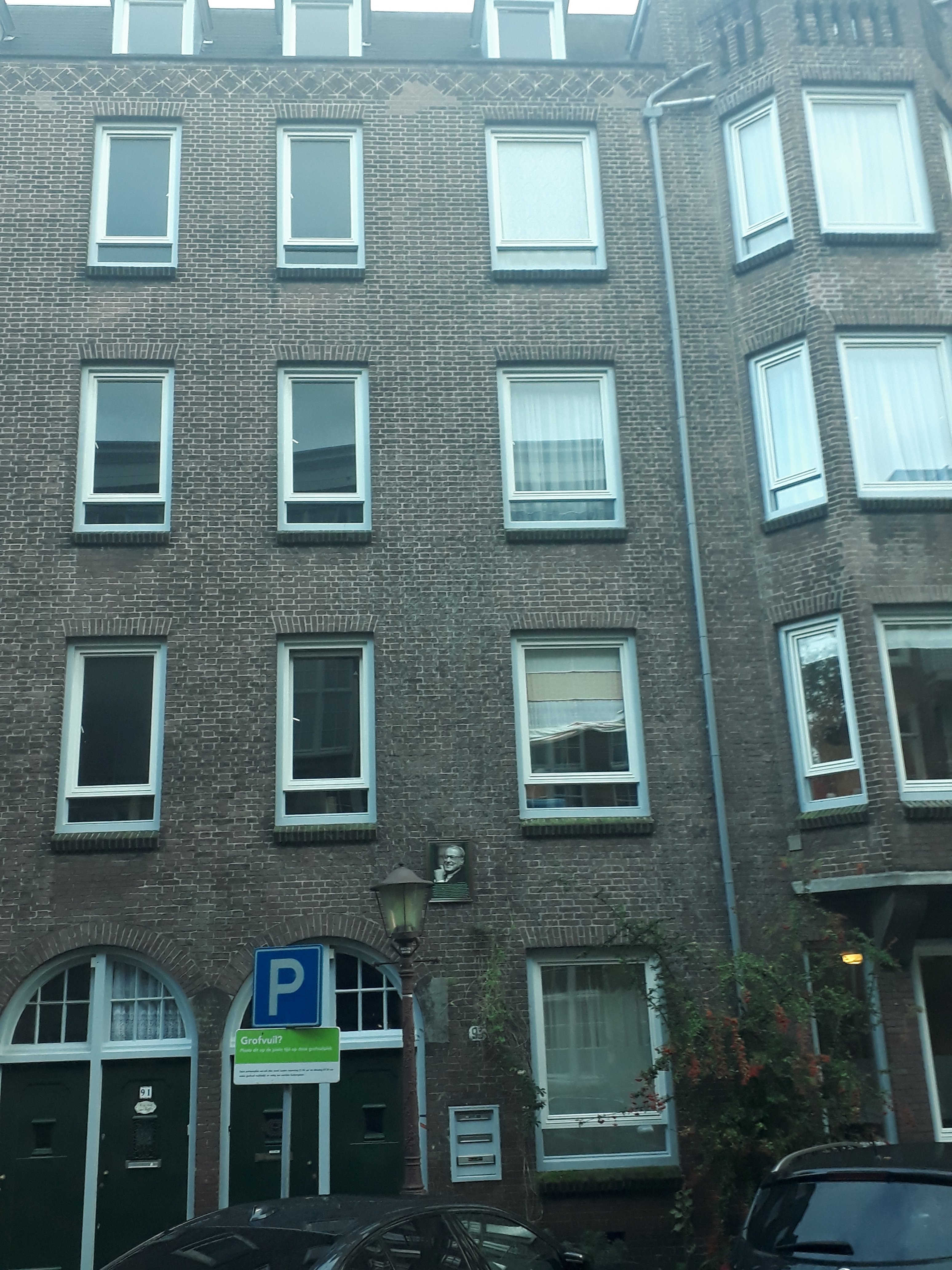
Van 1913 tot 1929 woonde het gezin Hermans op Brederodestraat 93-I in Amsterdam-West. Boven de entree is een herdenkingsplakkaat aangebracht.

#### Lagere school (1927-1933)
Van 1927 tot 1933 ging Hermans naar de Pieter Langendijkschool. Hij verliet de lagere school met redelijke cijfers, de hoogste voor geschiedenis en aardrijkskunde.

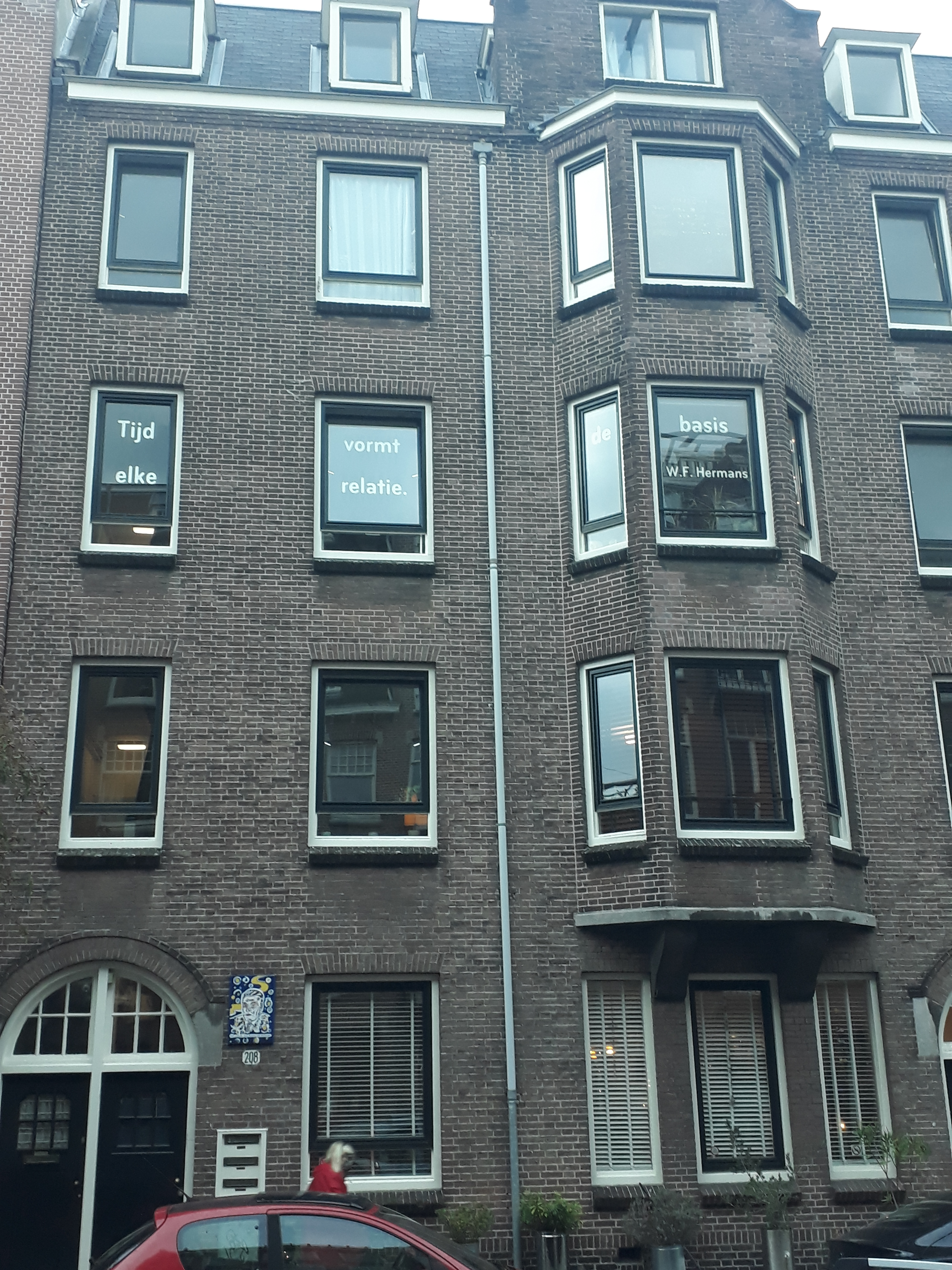
Eerste Helmersstraat 208. Vanaf 1929 woonde het gezin Hermans op driehoog en twee zolderkamers. Hermans zelf ging in oktober 1945 uit huis. In 1998 werd in opdracht van het toenmalige stadsdeel Oud-West boven de entree ter herdenking een door Frits Marnix Woudstra ontworpen plaquette aangebracht.

#### Barlaeus Gymnasium (1933-1940)
Na de lagere school volgde Hermans vanaf 1933 onderwijs aan het Barlaeus Gymnasium. In de eerste klas kreeg hij les in Latijn, Nederlands, Frans, geschiedenis, aardrijkskunde, wiskunde en biologie. In het tweede jaar werd het curriculum uitgebreid met Grieks en Duits. Omdat hij zijn tijd meer aan andere zaken dan aan schoolwerk besteedde, vooral aan scheikundige experimenten, bleef hij in de derde klas zitten.
Op twaalf-, dertienjarige leeftijd begon hij belangstelling voor de natuur te ontwikkelen. Nadat hij was blijven zitten mocht hij lid worden van de Nederlandse Jeugdbond voor Natuurstudie. Tijdens zomervakanties verzamelde hij schelpen en stenen en zijn lectuur bestond vooral uit min of meer populaire natuurwetenschappelijke boeken en biografieën van mensen als Edison. Een grote indruk maakte ook Smeltkroezen. Leven en werken der groote scheikundigen (Leopold, 1931), de Nederlandse vertaling van Bernard Jaffes Crucibles. The Story of Chemistry, een populaire geschiedenis van de chemische wetenschappen.
Twee boekjes uit de bibliotheek van het Barlaeus maakten de geologische belangstelling van de dertienjarige Hermans gaande: het Geologie-boekje. Een A-B-C voor de beginnende amateurs van Eli Heimans uit 1913, en Keienboek van P. van der Lijn uit 1923.
In de tweede klas werden bij biologie de cloacadieren behandeld, maar Hermans kreeg geen antwoord op de vraag hoe de voortplanting bij de mens in zijn werk gaat. Ook zijn ouders gaven geen voorlichting, zodat hij zichzelf op de hoogte bracht aan de hand van de encyclopedie in de Openbare Leeszaal.
Toen de school in 1936 zeshonderd jaar bestond werd Antigone van Sophocles opgevoerd. Hermans zelf had een kleine rol in het koor, maar het stuk maakte een enorme indruk op hem en heeft "een zeer grote stoot aan mijn literaire ontwikkeling gegeven." Een jaar later voerden de leerlingen de Lucifer van Vondel op, met Hermans in het koor van Luciferisten.
Hermans las veel, volgens biograaf Otterspeer vooral uit een zucht naar herkenning en erkenning, 'de ambitie het allemaal veel beter te willen weten dan wie ook.' Hij wilde superieur zijn en hield een lijstje bij van domme vragen die in de klas gesteld werden en domheden van zowel leerlingen als leraren. Hij las al jong Multatuli en bezocht als vijftienjarige de herdenking van diens vijftigste sterfdag. Andere belangrijke boeken die hij van 1936 tot aan de oorlog las, waren Slauerhoff, Von Kleist, Nietzsche (Also sprach Zarathustra), Céline, Freud (vertaling van Die Psychopathologie des Alltagslebens), Kafka en Schopenhauer, en Misdaad en straf van Dostojevski. Volgens Otterspeer is Kafka de belangrijkste ontdekking uit deze periode.
In 1938 hield hij op school een spreekbeurt over de roman Buddenbrooks van Thomas Mann. Tijdens een rapportvergadering van dat jaar werd hij als een slappeling beschreven, een luie en onnauwkeurige jongen, die slecht was in Grieks, weinig ophad met de exacte vakken en alleen een passie voor Nederlands leek te hebben.
In juli 1938 bezocht hij voor het eerst België. Zijn ouders vierden hun zilveren bruiloft met een herhaling van hun huwelijksreis. Bezocht werden Antwerpen, Brussel, Sint-Goedele, Tervuren, Laken en Dinant.
In 1939 hield hij voor Nederlands een spreekbeurt over Slauerhoff en voor Duits over Theodor Storm. in 1940 over Kafka's Der Prozess. Biograaf Otterspeer ziet als belangrijke literaire ontdekkingen die Hermans al op zijn vijftiende deed Woutertje Pieterse, Slauerhoff en Freud. Met Freud maakte hij kennis doordat hij van een Duitse klasgenoot een boek van Stefan Zweig leende, Heilung durch den Geist. Met name het concept van de Fehlleistung maakte grote indruk. In Zweig trof hij ook een beschouwing aan over Franz Anton Mesmer, de grondlegger van de hypnose. In de zesde klas las hij voor het eerst een roman in het Frans, Le Rouge et le Noir van Stendhal.
In februari 1939 bezochten Belgische leerlingen Amsterdam ter gelegenheid van een uitwisselingsproject. Leerlingen van het Barlaeus voerden het middeleeuwse spel Gloriant op met Hermans in de rol van Gheraert. In mei maakte Hermans deel uit van de delegatie die een tegenbezoek bracht aan België en deed hiervan verslag in de schoolkrant Suum Cuique (ieder het zijne). Op 1 april 1939 trad Hermans toe tot de redactie van de schoolkrant, op 16 september 1939 werd hij hoofdredacteur en op 3 februari 1940 hield hij ermee op. Hij droeg reportages bij over schoolevenementen, verhalen, gedichten en essays over onder meer Spengler, Slauerhoff, Van Deyssel, Multatuli en Poe. In Antwerpen zagen ze een opvoering van het abele spel Lanseloet van Denemarken. De dagen erna bezochten de leerlingen Brugge, waar ze een toeristisch programma kregen met de schilderijen van Hans Memling, Jan van Eyck en plaatsen die verband hielden met de dichter Guido Gezelle. Vervolgens gingen ze naar Gent, Ieper, Oostende en Lier.
Het schriftelijk eindexamen vond plaats op 4 en 5 juni, het mondelinge op 14 en 15 juni, waarna hij meteen de uitslag vernam. Hoewel het nog geen maand na de dood van zijn zuster was, slaagde Hermans voor zijn eindexamen: hij behaalde een 9 voor Nederlands en biologie, een 8 voor scheikunde, een 7- voor Frans, een 6 voor natuurkunde, Duits, Engels en Latijn, en een 5 voor wiskunde en Grieks.

### 6 april 1940: Literair debuut
Als het officiële literaire debuut van Hermans geldt een verhaal dat werd afgedrukt in het Zaterdag-bijvoegsel van het Algemeen Handelsblad van 6 april 1940. Met dit in december 1938 onder de titel De uitvinder geschreven verhaal won hij op 14 januari 1939 de eerste prijs van een opstelwedstrijd georganiseerd door Disciplina Vitae Scipio, de letterkundige vereniging van het Barlaeus.
Hermans stuurde het verhaal op naar tijdschriften die hij kende van de leesportefeuille thuis: eerst naar Groot Nederland, toen naar De Gids, uiteindelijk naar het Algemeen Handelsblad, waar het nog twee maanden bleef liggen. Op 6 april 1940 werd het afgedrukt onder de titel 'En toch... was de machine goed'.

### 1940-1945: In de bezettingstijd

#### Zuster Corry doodgeschoten (14 mei 1940)
Volgens biograaf Otterspeer onderhield Corry een geheime liefdesrelatie met haar neef Pieter Blind, die politieagent was.
Op 14 mei 1940 schoot Blind haar en zichzelf in zijn auto dood te Amsterdam. Of dat met de instemming van Corry gebeurde, is onduidelijk. De labiele Blind had op 13 mei geprobeerd zelfmoord te plegen door van het dak van het politiebureau te springen, waarna hij, thuisgekomen, trachtte zijn gezin om te brengen, wat een buurman wist te voorkomen. Op 14 mei probeerde hij eerst tevergeefs vanaf IJmuiden naar Engeland te vluchten; 's avonds haalde hij Corry op om met zijn vrouw te praten, die overstuur zou zijn, waarna hij naar de Zuidelijke Wandelweg reed. In het politiedagrapport van 15 mei staat genoteerd: 'moord en zelfmoord'; ook enkele bekenden van Blind en van de familie Hermans zijn van mening dat Blind in angst en paniek Corry tegen haar zin heeft vermoord.
Diverse broer-zusterverhoudingen in het werk van Hermans zijn verwerkingen van zijn verhouding met Cornelia.

#### Studie (1940-1943)
In september 1940 begon Hermans aan een studie sociale geografie aan de Gemeente Universiteit, die in Nederland werd gegrondvest door S.R. Steinmetz. Hermans was gefascineerd door diens studie Die Soziologie des Krieges uit 1925, een zoektocht naar 'een soort oeragressiviteit bij de mens.' Hij volgde colleges over onder meer de sociografie van Japan, Nederlands-Indië, koloniale volkenkunde, politieke geschiedenis en economische geschiedenis. Het laatste college werd gegeven door N.W. Posthumus. Voor het laatste vak maakte Hermans een werkstuk van zesduizend woorden over de slavernij in Amerika. Ook waren er verplichte colleges geologie, door H.A. Brouwer, en fysische geografie. Onder het laatste vak vielen onderwerpen als klimatologie, oceanografie, cartografie en kaartkennis, en geomorfologie.
In 1941 veranderde hij van studierichting. Van sociale geografie stapte hij over op fysische geografie. Hij moest zijn studie staken toen de bezetter in april van datzelfde jaar de loyaliteitsverklaring ook van studenten ging eisen en Hermans niet tekende. Kennelijk wist Hermans niet dat hij als assistent was vrijgesteld om de loyaliteitsverklaring te tekenen, vermoedt publicist Rob Delvigne, want assistenten golden in de eerste plaats als ambtenaren en daarna pas als student, en ambtenaren hadden hun eigen loyaliteitsverklaring, die bekend stond als ambtenarenverklaring. Begin 1943 dook Hermans enkele weken bij een oom in Hilversum onder om aan de tewerkstelling te ontkomen.
In de periode dat de invasie van Normandië (6 juni 1944) plaatsvond, werd het eerste nummer van literair tijdschrift Podium voorbereid. Toen het tweede nummer uit was, werd redacteur Gerrit Meinsma tijdens een razzia opgepakt en naar een werkkamp in Drenthe overgebracht om dwangarbeid te verrichten. Omdat meisjes binnen het afgesloten gebied werden toegelaten, bracht mederedacteur Corrie van der Noord hem een damespruik en -kleren. Flirtend naar de Duitse soldaten fietste Meinsma de poort uit, nagefloten door de Duitsers. Kennelijk is Hermans dit avontuur ter ore gekomen, want dergelijke aandacht van militairen trekt ook Osewoudt in De donkere kamer van Damokles wanneer hij als verpleegster verkleed gaat.

#### Laatste oorlogsjaren (1943-1945)
Van september 1943 tot augustus 1944 onderhield Hermans een liefdesrelatie met de bijna drie jaar oudere Gertrude “Truus” Wilhelmina Comes, die door vrienden Puck Esser werd genoemd, omdat zij samenwoonde, en later ook trouwde, met Koos Esser. Op deze relatie is het Boekenweekgeschenk In de mist van het schimmenrijk uit 1993 gebaseerd en de gedichtenbundel die Hermans in de zomer van 1944 publiceerde, Kussen door een rag van woorden.
De laatste oorlogswinter werden de omstandigheden grimmig. Hermans vermagerde sterk en zijn kamer was zo koud dat zijn vingers verstijfden. De kou dwong hem naar de huiskamer, waar het weer te druk was om te schrijven. De literaire bijeenkomsten die hij in deze periode bezocht, leverden hem de vriendschap met Charles B. Timmer op. Ook maakte hij begin 1945 kennis met de dichter Adriaan Morriën, aan wie hij 's avonds het manuscript van Conserve voorlas. Omdat de spertijd dan al aangebroken was en Hermans dus niet meer over straat kon, bleef hij bij Morriën overnachten. De vreemde sfeer van de roman intrigeerde Morriën voldoende om twee fragmenten in het eerste nummer van Criterium op te nemen, maar hij vond Hermans' poëzie 'larmoyant en weinig origineel', die hem deed denken aan de 'dik aangezette tragiek' van Hendrik de Vries.
Op 4 maart 1945 maakte Hermans kennis met de uit Curaçao afkomstige arts en schrijver Cola Debrot, die in Amsterdam-West een huisartspraktijk had. Ze raakten bevriend en Hermans hield Debrot soms gezelschap tijdens diens nachtdienst. Hun gezamenlijke bezoeken aan patiënten leverden Hermans de novelle Dokter Klondyke op.

#### Hermans en het verzet
Zelf was Hermans niet betrokken bij het verzet.
Het gebrek aan professionaliteit van het verzet zou Hermans nog beschrijven. Hermans ging om met één - niet bij name genoemde - man die voor hem het type van de verzetsman was, door hem sterk geparodieerd in de figuur Proost uit De tranen der acacia's. Hermans: "Het was vrij gevaarlijk werk wat die man deed (…) Hij werd daarbij gearresteerd en heeft drie maanden in de bajes gezeten. (…) Maar ja, deze man was ook al zo'n soort pathologische leugenaar. Ik ging weleens met hem ergens naartoe, dan ging hij een biertje drinken en zei tegen de ober, laat ik zeggen hij werd niet vlug genoeg bediend: "Weet je wel dat ik pas uit de bajes kom?" En dat soort dingen, ja. Het is allemaal onbestaanbaar."

#### Ondergrondse publicatie inParade der Profeten(1944)
Redactiesecretaris Ad. van Noppen van het ondergrondse Utrechtse literaire tijdschrift Parade der Profeten hoorde via Charles B. Timmer van Hermans' bestaan en attendeerde redacteur Jan Praas op hem, die bij een bezoek aan Timmer enkele verzen van Hermans ter inzage kreeg. Praas schreef Hermans op 15 juli 1944 een brief over opname in het tijdschrift en stuurde hem de laatstverschenen aflevering ervan. Op 11 augustus schreef Hermans een enthousiaste brief terug: "Uw nasporingen naar de andere nummers zal ik onder luid handgeklap volgen en wanneer ze met goeden uitslag bekroond worden, kunt U, wanneer U wilt, mij komen zien springen van geestdrift." Drie weken later, begin september, ging de redactie met enkele medewerkers op zeilkamp bij de Loosdrechtse plassen, onder de slechts vier deelnemers ook Hermans. De zondag van dat weekend werd Brussel bevrijd, een dag later Antwerpen, met als gevolg dat op de radio de wildste geruchten de ronde deden. "Tegen het einde," herinnerde Hermans zich later over het slotverblijf in Breukelen, "daar stond een compagnie SS, geheel gedemoraliseerd, met tanks en vrachtauto's en daar hadden ze op geschreven: "Heim zur Mutti". Ik zie het er nog op staan. Nou, wij lachen natuurlijk. Opgeruimd staat netjes."
Eind augustus/begin september 1944 kwam het dubbelnummer 5-6 uit met daarin vier gedichten van Hermans, als eerste Robinson.

Giften blijven onwerkzaam

Toovermiddelen verzaken

Vrouwen zijn niet te genaken

Hoe dan het trage hart te helpen,

Slaap te roepen, tranen stelpen?

Men kan de eigen handen kussen,

In een hangmat zichzelve sussen,

Aan eigen liedren zich bedwelmen.

Jan Praas schreef in de inleiding van het nummer dat Hermans "zijn verzen weet te bezielen door een directe aanzetting van het verstand, die uitloopt in een apocalyptische problematiek. (…) Steeds vindt zijn irrationele fantasie uitgangspunt in de werkelijkheid". Hermans, niet blij met dergelijke begeleiding, schreef op 11 december 1944 aan Ad. van Noppen: "Had ik van tevoren geweten dat in het poëzienummer een essay verschijnen zou, dat o.a. iets over mijn werk meedeelt, dan zou ik (…) dat liefst verhinderd hebben. Ik vind deze wederzijdsche opkammerij wel wat overdone en geloof dat men beter doet eerst te werken en pas later, door anderen, de literatuurhistorie te laten schrijven. Literatuurhistorici maken al fouten genoeg." Opmerkelijk aan het protest is dat Hermans vlak na de bevrijding in een Brussels dagblad een artikel zou publiceren waarin hij zichzelf tot de irrationele fantasten rekende.

### 1945-1952: Leven van de pen
Na de oorlog probeerde Hermans als schrijver rond te komen. Van mei 1945 tot juni 1948 publiceerde hij in kranten en tijdschriften meer dan honderd verhalen, recensies en essays. In het jaar 1946 verdiende hij bij uitgeverij Meulenhoff al duizend gulden. Dit vulde hij aan met klussen als het vertalen van de detective Daylight on Saturday van J.B. Priestley en het schrijven van vier eigen detectiveverhalen die onder het pseudoniem Fjodor Klondyke verschenen.
In de eerste naoorlogse jaren was hij als medewerker of redactielid verbonden aan de tijdschriften De Baanbreker, Vrij Nederland, Criterium, Litterair Paspoort en Podium, en aan de dagbladen Het Vrije Volk en Het Vaderland.

#### De pulpdetectives van Fjodor Klondyke (1946)
In 1946 schreef Hermans om geld te verdienen onder het pseudoniem Fjodor Klondyke vier detectives voor uitgever Bob de Wolf, die ze voor 50 cent per stuk op de markt bracht, met titels als Misdaad stelt de wet, De demon van ivoor, Moord aan de Noordpool en De leproos van Molokaï. Soms is de titel op het omslag niet precies dezelfde als op de titelpagina. De verhalen zijn slordig uitgedacht, met figuren die komen en gaan, slordig geschreven, en slordig gezet.

#### Redacteur vanCriterium(1946-1948)
Hermans probeerde van de pen te leven, maar bleef ook contact houden met de universiteit. Op 3 oktober vond de oprichting van Lulofs plaats, het fysisch-geografisch dispuut. Hij was daarbij aanwezig, en hield er op 24 maart 1946 een voordracht over de invloed die Lulofs op Kant had.
Tussen september 1945 en augustus 1946 publiceerde hij elf stukken in het tijdschrift De Baanbreker van Van Oorschot. Ook raakte hij nauw betrokken bij het maandelijkse letterkundige tijdschrift Criterium en was blij toen redacteur Adriaan Morriën hem in juli 1946 uitnodigde toe te treden tot de redactie, want dit zou een klein maar regelmatig inkomen betekenen.
Vanaf januari 1946 verscheen het door Morriën geredigeerde tijdschrift Litterair Paspoort, dat aan buitenlandse literatuur was gewijd. De eerste bijdrage van Hermans hieraan verscheen in februari.

#### Horror Coeli(1946) enHypnodrome(1948)
In maart 1945 stuurde Hermans het manuscript van zijn poëziebundel Horror Coeli en andere gedichten en de roman Argeloze terreur naar uitgever Meulenhoff. Die stuurde op 12 april een contract voor de gedichten maar wees de roman af. De roman werd ook afgewezen door Van Oorschot, Bert Bakker, Contact en De Telg. De dichtbundel verscheen in september 1946 en was een combinatie van Kussen door een rag van woorden in gewijzigde volgorde en een nieuwe bundel. De reacties waren overwegend negatief: moeizaam, krampachtig, te negatief was de teneur in de kritische receptie. Het tijdschrift Roeping sprak van 'pijnlijke lelijkheid'.
In 1948 verscheen de dichtbundel Hypnodrome bij A.A.M. Stols in de Helikonreeks. De bundel bleef vrijwel onopgemerkt; wel merkte Hendrik de Vries in zijn recensie voor Het Vrije Volk op dat het surrealisme van Hermans authentiek was en zich daarmee positief onderscheidde van 'het programma-surrealisme der veel-te-velen'.

#### Conserve(1947)
In 1943 schreef Hermans zijn eerste roman Conserve, die zich grotendeels afspeelt in de Verenigde Staten van Amerika, onder de mormonen in Salt Lake City.

#### Moedwil en misverstand(1948)
In 1947 werd van Hermans de novellebundel Praelogica aangekondigd, maar pas in 1948 verscheen dit werk bij uitgeverij J.M. Meulenhoff onder de gewijzigde titel Moedwil en misverstand.

#### De tranen der acacia's(1946-1949)
In november 1946 schreef Hermans aan zijn tweede roman, het oorlogsverhaal De tranen der acacia's, waarvoor hij meteen de definitieve titel had, maar nog zonder een idee hoe die gerechtvaardigd moest worden.

#### In Canada en Frankrijk (1948-1949)

Als houtcontroleur moest Hermans tussen diverse plaatsen reizen, waarvan de meeste in de provincie New Brunswick lagen.

Op 5 juli 1948 reisde Hermans naar Canada.
Hij trad voor de firma's Controla en Van Gelder op als assistent van de daar als houtcontroleur werkzame Charles B. Timmer. Zijn werkzaamheden bestonden uit het toezicht houden op het laden van schepen, en het werkterrein bestreek vooral Chatham, Campbellton en Saint John in de provincie New Brunswick en Digby in de provincie Nova Scotia.
De werkzaamheden, aldus Timmer, vonden plaats van zeven uur 's ochtends tot acht uur 's avonds, maar als er geen schip was, wat soms zes weken het geval was, was er niets te doen. Dat bracht Hermans op het idee wat van het land te gaan bezichtigen, waartoe Timmer hem enkele autorijlessen gaf. Op 25 december schreef hij aan Morriën dat hij eind augustus was weggelopen, 'min of meer van plan hem voorgoed te smeren.'

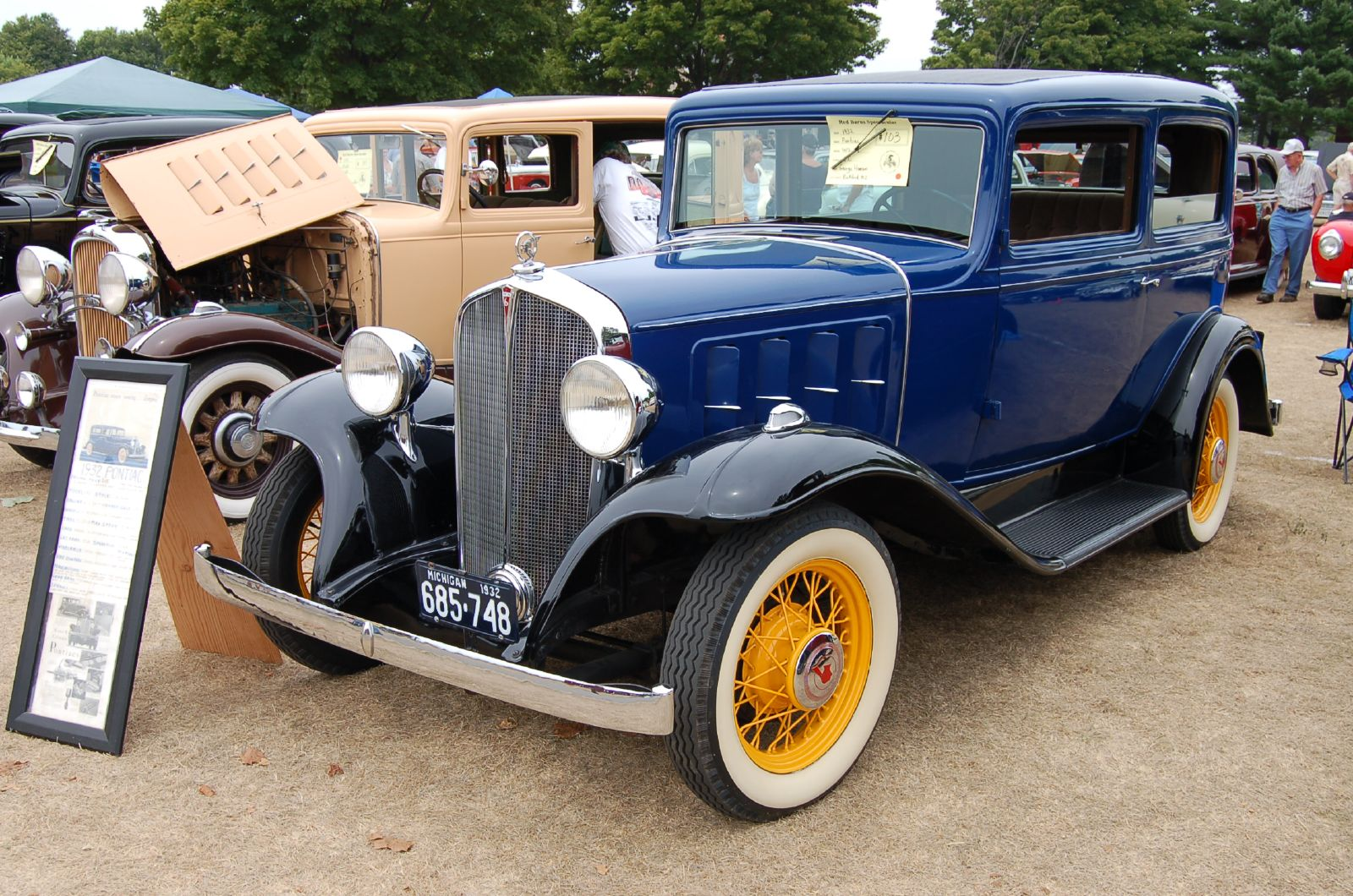
Hoewel hij geen enkele ervaring had met autorijden, kocht Hermans in Canada een 1932 Pontiac. Vrijwel onmiddellijk botste hij tegen het zijspan van een geparkeerde motor, waarna de politie de auto in beslag nam tot hij zijn rijbewijs had behaald.

Op 9 december aanvaardde hij de terugtocht per boot en kwam op 23 december aan in Nederland.
De literaire neerslag van zijn Canadese ervaringen zijn de novellen 'Een landingspoging op Newfoundland' en 'Een veelbelovende jongeman', die ongeveer de helft uitmaakt van de verhalenbundel Een landingspoging op Newfoundland en andere verhalen (1957). In de verhalenbundel De laatste roker is vijfendertig jaar later het Richard Simmillion-verhaal 'Afscheid van Canada' te vinden.

#### Afgestudeerd fysisch-geograaf en bekeerd neopositivist (1950)
Nog voor en ook gedurende het verblijf in Canada overwoog Hermans om de studie fysische geografie alsnog te voltooien. In het academiejaar 1949-1950 legde hij eerst de nog vereiste tentamens af. Zijn hoofdvak was fysische geografie, met als bijvakken volkenkunde en klimatologie, en als keuzevakken natuurfilosofie en symbolische logica. In januari legde hij het eerste van de tentamens af en in augustus het laatste. In het tweede semester volgde hij ook het colloquium doctum fysische geografie en in mei nam hij deel aan een excursie naar België. Bij professor Bakker legde hij de kiem voor zijn latere dissertatie met een literatuurtentamen mathematische morfologie af, waarvoor hij het Juragebergte had uitgekozen. Het onderwerp van zijn scriptie was: 'Enige fysisch geografische denkbeelden van Johan Lulofs en zijn tijdgenoten.' Hij volgde ook het bijvak wetenschapsfilosofie, een collegereeks die door diverse filosofen verzorgd werd. Op zaterdag 11 november 1950 legde hij zijn doctoraalexamen af, waarna hij zich doctorandus mocht noemen.
Het college wetenschapsfilosofie werd verzorgd door onder meer Bernard Delfgaauw (inleiding op het existentialisme) en Jacob Clay. Op aanraden van de laatste volgde Hermans het colloquium van Evert Willem Beth over het logisch positivisme, waarin veel thema's die hem fascineerden samen kwamen en een grote, blijvende invloed op Hermans zou hebben. Beth concentreerde zich meer op de moderne logica dan op de natuurwetenschap. Hermans had weinig talent voor de logische sommen, maar een medestudent raadde hem het Kleines Lehrbuch des Positivismus van Richard von Mises aan, dat hij eerst leende en in februari 1950 zelf kocht. Het boek was een introductie zonder veel rekenwerk en volgens Otterspeer 'uiterst adequaat in stelling te brengen tegen de zweverigheden in zijn omgeving.' Hij legde op 26 juni bij Clay het examen natuurfilosofie af en voor een colloquium hield hij een referaat over een studie van Sartre uit 1940, L'Imaginaire: psychologie phénoménologique de l'imagination.
Per 1 februari 1950, ging hij in op de uitnodiging van tijdschrift Podium om tot de redactie toe te treden. Hierin publiceerde hij onder meer de novelle 'Manuscript in een kliniek gevonden' en verzorgde hij 'Afgeluisterd', een anonieme roddelrubriek. Binnen een jaar zegde hij het redacteurschap weer op omdat Podium een essay van Fokke Sierksma publiceerde over de studie De toekomst der religie van Vestdijk; Hermans voelde, zo schreef hij, 'totaal niets voor religie, en nog minder voor gepraat over religie, in welke vorm ook.'
Uitgever Van Oorschot ving in 1950 aan met een ambitieus project van decennia: de uitgave van de Volledige Werken van Multatuli. Ter gelegenheid van het startschot verscheen een boekje met oude en nieuwe beschouwingen over Multatuli; nieuwe bijdragen leverden onder meer Willem Elsschot, S. Carmiggelt, en S. Vestdijk. Hermans benadrukte in zijn bijdrage, Pionier in het vacuüm, dat Multatuli de eerste echte Nederlandse schrijver was geweest, zonder wie "de letterkunde in Nederland iets zijn [zou] dat hier nu eenmaal niet beoefend wordt, zoals de zeevisserij in de Alpen of de koffiecultuur op Newfoundland." Hermans zag in Multatuli's evolutie van briefschrijver tot boekenschrijver het uitvinden van het schrijverzijn zelf. Multatuli nam het schrijven serieuzer dan wie dan ook dat voor hem had gedaan, door de wil om iedere Nederlander, individu voor individu, van zijn gelijk te overtuigen. In het formuleren wat Multatuli's inzet bij het schrijven was, leverde Hermans een nog maar nauwelijks verhuld zelfportret:

Ik heb mij er lange tijd mee beziggehouden dit raadsel te verklaren: hoe een man, die los stond van de kringen waaruit de Nederlandse literator voortkomt (bijverdiensten zoekende schoolmeesters of dominees) er toe gekomen is van de literatuur te verwachten wat Multatuli ervan heeft gehoopt, in de literatuur te zien wat zij eigenlijk zou behoren te zijn, namelijk een onmiddellijk en over alle scheidslijnen heenreikend communicatie-apparaat; een gebied waar men zichzelf kan maken tot wat men verkiest te zijn, zonder (schijnbaar) met anderen rekening behoeven te houden.

#### Huwelijk (4 juli 1950)
Op zaterdag 2 juli 1949 ontmoette Hermans bij een lunch voor het eerst zijn latere echtgenote, de twee jaar jongere, Surinaamse Emelie Henriette Meurs, dochter van een in 1947 overleden accountant. Haar zuster was getrouwd met Rudie van Lier, die een kennis van Hermans was. Emmy zelf was Mensendieck-therapeut. Op 4 juli 1950 vond de huwelijksvoltrekking plaats, met Van Lier als getuige.
Het essay Fenomenologie van de pin-up girl leverde hem de Essayprijs van de gemeente Amsterdam voor 1949 op. In september 1951 reisde hij door Spanje, onder meer naar Madrid, Aranjuez, Sevilla, Granada, Tarragona. Enkele dagboeknotities van de reis werden later opgenomen in Het sadistische universum (1964).

#### Het proces overIk heb altijd gelijk(1951-1952)
In het mei-juninummer 1951 van Podium verscheen het eerste hoofdstuk van Hermans' derde roman Ik heb altijd gelijk. Ook deze roman verbindt een politieke (Nederland net na de politionele acties in Indonesië) met een psychologische situatie (zusterfiguur). Het thema is dat van het in de kiem gesmoorde genie en de zinloosheid van diens woede: wie gelijk heeft, heeft nog niets.
Op 17 juli werd tot inbeslagname van de Podium-aflevering gelast, vanwege mogelijk opzettelijke belediging in de volgende passages waarin Lodewijk Stegman, de hoofdpersoon van de roman, het woord voert.
Ik spuw op de heleboel, op jullie, op Soekarno, op de Koningin, op alles. Ik schijt erop, ik schijt (Podium, p. 201).
De katholieken! Dat is het meest schunnige, belazerde, onderkruiperige, besodemieterde deel van ons volk! Maar die naaien er op los! Die planten zich voort! Als konijnen, ratten, vlooien, luizen. Die emigreren niet! Die blijven wel zitten in Brabant en Limburg met puisten op hun wangen en rotte kiezen van het ouwels vreten! (Podium, p. 202-203)
In november verscheen Ik heb altijd gelijk als boek en op 31 december besloot de officier van justitie tot het instellen van een gerechtelijk vooronderzoek tegen Hermans. Op 20 maart 1952 diende voor de Amsterdamse arrondissementsrechtbank het proces tegen Hermans, die daarbij zelf een pleitrede uitsprak. In de slotalinea benadrukte Hermans hoeveel de literatuur voor hem betekende en stelde hij haar zelfs boven de wet:
Aangezien ik in de eerste plaats literator ben, meen ik de literatuur, die mijn levenswijze en levensmogelijkheid is, met alle middelen te moeten beschermen tegen iedere aanslag op haar ontplooiingsmogelijkheden, hoe ook de wetgeving van Nederland moge wezen en hoe ook deze wetten à la rigueur kunnen worden toegepast en uitgelegd. Dat zij door u dusdanig zullen worden toegepast dat er voor de vrijheid van meningsuiting geen voetbreed gronds meer overblijft, ik hoop niet zulks te moeten ondervinden.
Op 3 april volgde vrijspraak, welke uitspraak op 18 december werd bekrachtigd door een arrest van het Gerechtshof.

#### Het behouden huis(1952)
Begin 1952 verscheen de novelle Het behouden huis, waarvan Hermans een eerdere versie al in 1950 had ingestuurd om mee te dingen naar reisbeurzen die voor letterkundigen waren uitgeloofd. De ik-verteller is een partizaan in de oorlog die tijdelijk een veilig heenkomen vindt in een verlaten villa. Wanneer een Duits regiment om inkwartiering verzoekt, geeft hij zich voor de zoon des huizes uit en biedt gastvrijheid. De Duitsers gedragen zich keurig en spelen zelfs Beethoven op de piano. Deze paradijselijke periode van rust is evenwel niet volledig, omdat er zich in het huis een afgesloten kamer bevindt waartoe de hoofdpersoon geen toegang weet te krijgen. Wanneer de teruggekeerde huiseigenaar en diens vrouw zich melden, vermoordt hij beiden. Op een dag is de deur van de kamer echter open: binnen blijken tegen alle wanden aquaria opgesteld te staan, met daartussen een grijsaard van 96 die zijn leven besteedt aan het verzorgen van door hemzelf in de loop der decennia gekweekte tropische vissen. Het openen van de aquariumkamer betekent het einde van de rustige toestand, want de partizanen heroveren de stad, vallen het huis binnen en vernielen alles. De hoofdpersoon probeert nog tevergeefs de oude man aan het verstand te brengen geen pro-Duitse opmerkingen meer te maken, maar de man wordt opgehangen, net als de Duitse kolonel en de vermoorde vrouw. De ik-figuur gooit zelf de granaat die het gebouw helemaal in puin legt.
Het nieuwe leven van de hoofdpersoon, met de nieuwe identiteit die hij zich heeft aangemeten, wordt met tal van toespelingen voorgesteld als een verblijf in het dodenrijk. De eenvoud van het verhaal is dan ook bedrieglijk. Volgens Raat gaat het om een "buitengewoon complexe, maar bewonderenswaardig hecht gestructureerde novelle", die hij in zijn dissertatie als volgt karakteriseert: "Het verhaal leent zich voor een geannoteerde editie, waarin zin na zin van commentaar is te voorzien, niet zelden op twee of meer niveaus." Ten tijde van Raats studie was dit "veruit" Hermans' meest bestudeerde novelle. De eerste beschouwing is van Kees Fens, die in 1963 een opstel over de novelle publiceerde in het tijdschrift Merlyn. Fens zette uiteen dat alle ogenschijnlijk vriendelijke elementen in de novelle zich tot hun tegendeel ontpoppen. Aan het begin merkt de ik terloops op dat de plataan buiten hem doet denken aan een galg; in de boom worden uiteindelijk mensen opgehangen. De Duitse kolonel wordt aan de pianosnaren vastgebonden en opgehangen. Er bleek slechts sprake van een schijnorde.

### 1952-1958: Wetenschapper en literaire doorbraak

#### Aanstelling aan de Rijksuniversiteit Groningen (1952) en proefschrift (1955)

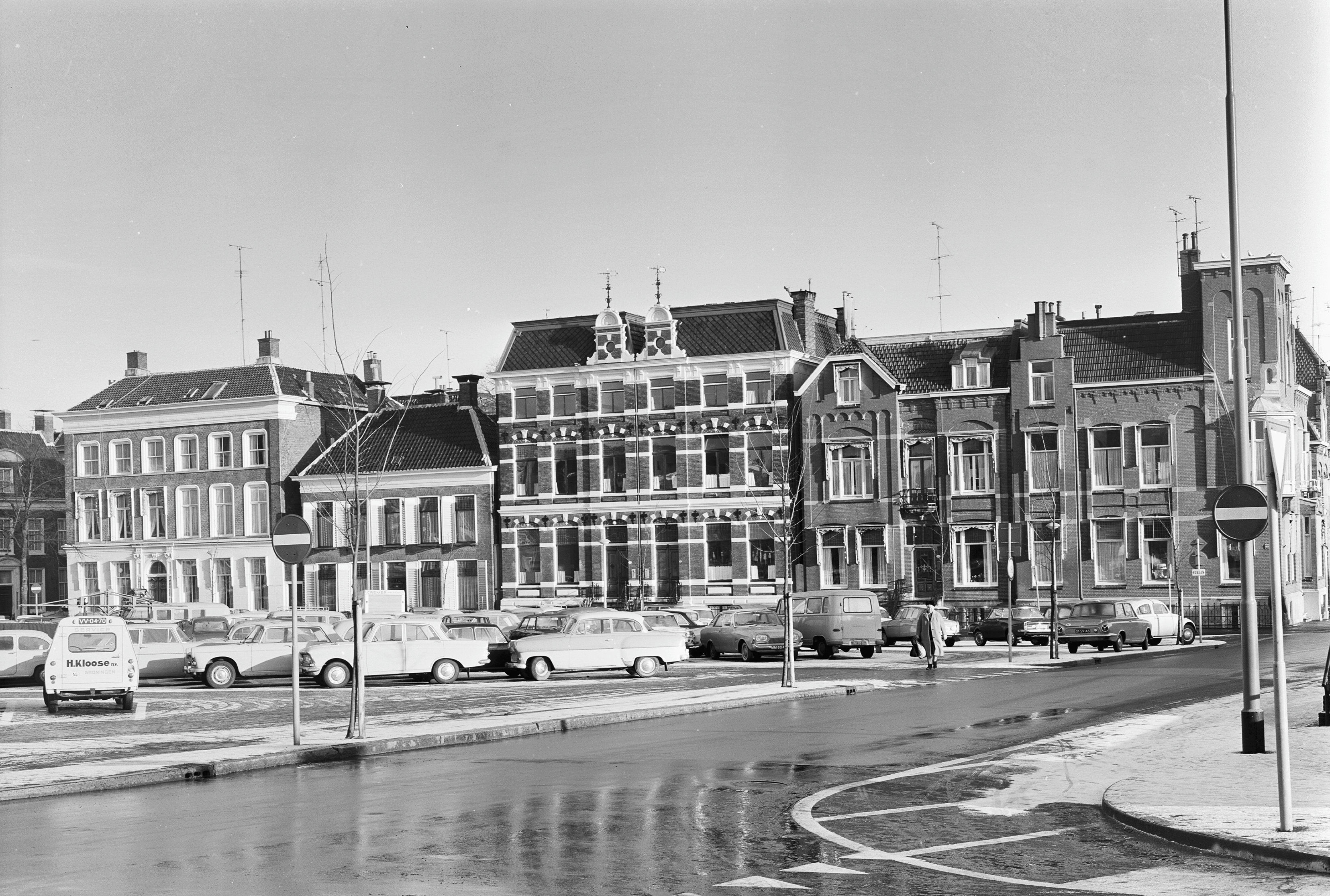
Het hoekpand uiterst rechts is Spilsluizen 17 in Groningen. Van 1953 tot 1967 woonde Hermans op de eerste en tweede verdieping.

Op 9 juni 1952 verstuurde Hermans zijn sollicitatiebrief en curriculum vitae voor de functie van assistent in de fysische geografie aan de Rijksuniversiteit Groningen, die als assistent van de hoogleraar H.J. Keuning colleges cartografie, meteorologie en klimatologie zou verzorgen voor studenten sociale geografie.
Per 1 oktober 1952 kreeg Hermans een aanstelling als wetenschappelijk assistent, tegen een salaris van ƒ300,-. In januari 1953 verhuisde hij met zijn vrouw van Voorburg naar een woning boven een boekwinkel aan de Turfsingel 32 te Groningen. De inschrijving in het bevolkingsregister vond plaats op 23 maart 1953. In juni 1953 werd hij hoofdassistent met een salaris van ƒ400,- en een toeslag van ƒ57,65 voor woonlasten. Binnen een half jaar na de verhuizing betrok hij een grotere bovenwoning aan de Spilsluizen 17a, waar hij tot 1967 zou wonen. In 1955 verdiende hij ƒ600,-.
In de zomer van 1952 begon hij aan zijn promotieonderzoek, een geomorfologische studie over het reliëf in de Ösling (Luxemburg). Hij verbleef zes weken in juli en augustus in Luxemburg, en vervolgens in 1953 de maanden juni, juli en augustus en in 1954 nog zes weken in juni en juli. Een afrondend onderzoek vond plaats in maart 1955. Na het veldwerk wachtte nog veel laboratoriumwerk en de verslaglegging in het Frans.
Buiten de zomermaanden gaf Hermans colleges, nam tentamens af en organiseerde excursies. In november 1954 aanvaardde hij de functie van secretaris voor de Commissie Groningen van het Koninklijk Nederlands Aardrijkskundig Genootschap. Ook recenseerde hij vakliteratuur en vertaalde hij het vulkanische boek Cratères en feu (1951) van de geoloog Haroun Tazief.
Hij promoveerde op 6 juli 1955 cum laude aan de Universiteit van Amsterdam tot doctor in de wis- en natuurkunde op het proefschrift Description et genèse des dépôts meubles de surface et du relief de l'Oesling, met schrijver Gerard Reve en kunstenaar-apotheker Oey Tjeng Sit als paranimfen. Geoloog Salomon Kroonenberg wijst in zijn latere beoordeling op 'Hermans' nieuwe inzichten over de rol van periglaciale hellingbewegingen' en daarom acht hij 'de toekenning "cum laude" in de context van die tijd verdedigbaar.' Het Frans van Hermans liet te wensen over. De Luxemburgse geoloog Michel Lucius verbeterde de geologische terminologie en vond iemand bereid om stijl en zinsbouw te corrigeren. Toch stonden de drukproeven van het in Luxemburg gedrukte proefschrift nog 'vol idiote fouten', schreef Hermans in juni aan Reve.
Vanaf 1957 verzorgde hij ook colleges in bodemkunde en geomorfologie. Aan Fokke Sierksma schreef hij op 28 november 1953 over de beperkingen die de wetenschap aan zijn uitdrukkingsmogelijkheid oplegde: "Merkwaardig is voorts dat ik wél de natuurwetenschappen in de litteratuur kan laten meetellen, maar omgekeerd niet. Natuurwetenschappelijk komt er maar een deel van mij aan het woord, een heel andere persoonlijkheid." Zijn colleges vielen daardoor 'nogal droog uit. Mijn ironie verlaat mij practisch geheel.'

#### Literaire activiteiten 1951-1954
In december 1952 won Hermans de eerste prijs van de prijsvraag die van de CPNB om voor de Boekenweek van 1953 om een eenakter te schrijven. In het bijzijn van koningin Juliana werd het stuk opgevoerd op de gala-avond, die vanwege de Watersnoodramp een sober karakter had. Zonder succes dong hij in 1953 met het toneelstuk Dutch comfort mee voor de Toneelprijs van Amsterdam.
Hermans leverde in deze periode bijdragen aan drie dagbladen. Voor Het Vrije Volk schreef hij vanaf 1951 recensies en vanaf 1955, in de rubriek 'Vrij spel', essays van 600 à 800 woorden waarvoor de onderwerpskeuze hem volledig vrij stond. Eveneens grote vrijheid genoot hij bij Het Vaderland, waarvoor hij vanaf 1951 zestien keer bijdroeg aan een rubriek over algemeen literaire en culturele onderwerpen waarvoor hoofdredacteur van Wijk 'vooraanstaande essayisten en niet zo bekende schrijvers' als medewerkers aanzocht. Daarnaast werkte hij mee aan Het Parool. Ook aan de Schrijversalmanak en leverde hij essays. Een aantal van deze stukken werd in 1964 gebundeld in Het sadistische universum.
De belangrijkste publicatie in deze jaren was de verhalenbundel Paranoia uit 1953, die naast 'Het behouden huis' en drie novellen uit de jaren veertig ook twee nieuwe novellen bevatte, 'Preambule' en 'Glas.' Daarnaast probeerde Hermans vruchteloos een polemisch boek, Mandarijnen op zwavelzuur, te laten verschijnen en werkte hij aan een roman die uiteindelijk uitgroeide tot De donkere kamer van Damokles.

#### Doodgeboren kind (1954)
Op 8 januari 1954 beviel Hermans' echtgenote van een kind, dat echter dood ter wereld kwam. De dag daarna bracht Hermans per brief aan zijn uitgever Van Oorschot verslag van het drama uit:

Gistermiddag bleek helaas dat het met Emmy's bevalling niet zo voorspoedig zou gaan als wij hadden gehoopt. Zij is toen naar een kliniek gebracht, en onder narcose gebracht. Maar tot ons grote verdriet was het kind niet in leven.

Het was een jongetje, overigens helemaal gaaf, de dokter begrijpt niet waardoor dit is gekomen. Het is een afschuwelijke dag geweest, ik zal niet in sinistere bijzonderheden treden. Ik kan moeilijk vertellen hoe verschrikkelijk ik het vind, vooral voor Emmy.(…)

Zo'n gebeurtenis is wel het ergste voorbeeld van een complete mislukking dat zich laat denken: eerst maandenlange voorbereiding, kleertjes maken enz., alles in huis halen. Op het laatst praatten wij bijna nergens anders meer over. En dan moest zij nog zoveel pijn lijden - en dat allemaal voor niets. Ik ben, toen de dokter het mij verteld had, haastig naar huis gegaan om alles op zolder weg te stoppen, vóór Emmy terugkwam. (…) Ofschoon niet optimistisch van natuur en haast altijd op het ergste voorbereid, is het toch niet zo gemakkelijk te dragen.

In deze periode werkte Hermans aan De donkere kamer van Damokles en daarin zou hij een monumentje voor het kindje oprichten: in een kliniek bevalt Marianne Sondaar van Osewoudts kind, doodgeboren. Verkleed als verpleegster komt Osewoudt op bezoek, in de verwachting vader te zijn geworden. Wanneer de waarheid hem duidelijk wordt, bekijkt hij het kindje - eveneens een jongetje, eveneens helemaal gaaf - zorgvuldig.

Toen nam de knecht het deksel van het kistje af. Het kind lag onder een dun dekentje. Het had een hemdje aan met halflange mouwtjes. De handjes lagen over elkaar. De nageltjes aan de vingers waren donkerbruin, zoals de nagel van iemand die zijn vinger gekneld heeft tussen een deur.

Het gezicht van het kind deed denken aan een jong vogeltje: de bovenlip hing ver over de onderlip heen, waardoor de mond op een onvolgroeide snavel leek. Aan de mondhoeken zat een beetje opgedroogd bloed. Denkelijk om het mondje gesloten te houden, lag er een hoog kussentje onder het hoofd, zodat het letterlijk was of het kind op zijn neus lag te kijken. De ogen waren gesloten in een uitdrukking van peilloze treurigheid, alsof het kind nog juist in de gelegenheid geweest was er verdriet van te hebben dat het niet zou leven.

Het hoofd was puntvormig en bij de oren ver ingedeukt. Een onderhuidse bloeduitstorting kleurde het voorhoofd al grotendeels zwart.

Osewoudt's ogen schoten vol tranen, de omgeving werd onzichtbaar of er een dikke plaat ijsglas voor zijn hoofd werd gehouden.

#### Brochure over de Koude Oorlog:Het geweten van De Groene Amsterdammer(1955)
In februari 1955 ontketende Hermans een rel met de publicatie van zijn brochure Het geweten van De Groene Amsterdammer of Volg het spoor omhoog, een felle aanval op J.B. Charles en de beweging van de Derde Weg, een pacifistische stroming die niet tussen Oost en West wenste te kiezen. Hermans omschreef Charles en diens medestanders als naïef, dom en feitelijk fellow-travellers van de Sovjet-Unie. Zelf was hij uitgesproken pro-Amerikaans en zijn brochure werd het werk van een 'fascist' genoemd, ook vanwege de toon en de persoonlijke aanvallen op Charles. Volgens literatuurhistoricus Hugo Brems liet de rel zien dat halverwege de jaren vijftig het denken over de Koude Oorlog ook de literaire wereld polarisatie had gebracht, waar vlak na de oorlog nog sprake was van eensgezindheid. Waarom de reacties op Hermans de gedaante van een felle campagne aannamen, was omdat hij aan de openbaarheid bracht dat 'de wereld der schrijvers evenzeer door concurrentie, afgunst en intrigue wordt beheerst als de maatschappij waarvan deze kunstenaars zich zo graag en zo supérieur distanciëren', schreef Fokke Sierksma in Podium.

#### De God Denkbaar(1956) totEen landingspoging op Newfoundland(1957)
Op 6 februari 1955 werd zoon Ruprecht geboren, voor wie Hermans aanvankelijk de naam Ottokar in gedachten had. In hetzelfde jaar verschenen in brochurevorm twee afleveringen van een boek dat als een polemisch feuilleton was bedoeld: Mandarijnen op zwavelzuur. Andere onderdelen daarvan verschenen in deze periode reeds in Podium.
In 1956 verscheen De God Denkbaar Denkbaar de God, een roman die overwegend negatieve recensies opleverde.
In 1957 werd Hermans door de Stichting Kunstenaarsverzet 1942-1945 gelauwerd met de Prijs van de Stichting Kunstenaarsverzet. Hermans weigerde deze prijs aan te nemen. In hetzelfde jaar verscheen Drie melodrama's, dat naast bewerkte versies van twee thrillers, De leproos van Molokaï en Hermans is hier geweest, een geheel herschreven versie van zijn debuut Conserve bevatte. Hetzelfde jaar verscheen Hermans' derde verhalenbundel, Een landingspoging op Newfoundland en andere verhalen, waarvan het verhaal De teddybeer het sinterklaasfeest als onderwerp heeft. De helft van de bundel wordt echter ingenomen door de lange Canadese novelle Een veelbelovende jongeman: deze bevat 'tal van eenvoudig herkenbare toespelingen op personen uit de wereld van de literatuur. Zo staat Otto Verbeek voor Menno ter Braak en E. Beyaard Blom voor A. Roland Holst en Bralle Pikerma voor Fokke Sierksma.
Uit de jaren vijftig stamt het gros van de polemieken en kritische beschouwingen die werden opgenomen in Mandarijnen op zwavelzuur, een strijdschrift dat aanvankelijk in 1956 zou verschijnen, maar waar geen uitgever zich aan wilde wagen en uiteindelijk in 1964 in eigen beheer werd uitgegeven.

#### De donkere kamer van Damokles(1958)
In 1958 verscheen Hermans' tweede oorlogsroman, De donkere kamer van Damokles, waarin de hoofdpersoon, de sigarenwinkelier Henri Osewoudt, als verzetsman wordt gerekruteerd door Dorbeck, die uiterlijk zijn dubbelganger is maar qua persoonlijkheid met Osewoudt contrasteert. Osewoudt voert diens opdrachten blindelings uit en meent zodoende een persoonlijkheid te hebben bemachtigd, maar als na de oorlog zijn dubbelganger onvindbaar is, kan Osewoudt zijn daden niet bewijzen. Is hij verzetsheld of verrader? De roman kan op drie manieren tegelijk worden gelezen: als een spannend oorlogsavontuur, als een psychologisch verhaal over de identiteitsproblematiek en als een filosofische roman waarin de onkenbaarheid van de werkelijkheid zich vooral manifesteert in het aspect dat bijgevolg ook het verleden onkenbaar is.
De roman viel een uitzonderlijk gunstig onthaal ten deel in de kritiek en bracht Hermans nationale erkenning. Verschillende critici spraken van een meesterwerk. De literaire waardering ging gepaard met voortschrijdend inzicht in Hermans' thematiek: "Er groeit begrip voor de werkelijkheidsvisie die ten grondslag ligt aan Hermans' werk." J.J. Oversteegen besprak de roman in Vrij Nederland van 13 december 1958 onder de kop: "De donkere kamer van Damocles. Hoogtepunt in werk van W.F. Hermans: een eigen wereld en een eigen taal." Hermans' doorbraak was een feit en in de volgende decennia werd de roman uitvoerig onderwerp van academische beschouwingen, meer dan eens met de omvang van een boek(je): in 1976 werd er een deeltje uit de Synthese-reeks voor literaire analyses aan gewijd dat drie drukken behaalde (Janssen 1983), in 1983 is de roman zelfs onderwerp van een Utrechtse dissertatie: W.H.M. Smulders, De literaire misleiding in De donkere kamer van Damokles (HES Uitgevers, Utrecht), en dertien jaar later hield Marres (1996) in een boek alle tot dan toe verschenen beschouwingen kritisch tegen het licht. Het gros van de Damokles-interpretatie richt zich op de vraag of Dorbeck slechts een zinsbegoocheling van Osewoudt is geweest of werkelijk bestaan heeft, dat wil zeggen als romanpersonage. Over het antwoord is tot op de dag van vandaag nog geen consensus bereikt: de meeste aanhangers heeft nog de mogelijkheid dat de romanconstructie zodanig is opgezet dat de lezer het mysterie niet kan ontraadselen.

### 1960-1971: Gearriveerd literator
In 1960 publiceerde Hermans zijn enige wetenschappelijke boek na zijn dissertatie, het populairwetenschappelijke leerboek Erosie, waarin de overbevolking als voornaamste oorzaak van versnelde bodemerosie wordt aangewezen. In 1961 raakten Hermans en zijn uitgever Van Oorschot in conflict en stapte Hermans over naar De Bezige Bij. Zijn eerste publicaties daar waren Drie drama's (toneel, 1962) en De woeste wandeling (filmscenario, 1962). Het jaar daarop ging Fons Rademakers' verfilming van De donkere kamer van Damokles, Als twee druppels water, in première. Hermans werkte aanvankelijk mee aan het scenario, maar kon zich niet verenigen met het uiteindelijke resultaat.
In 1964 verscheen beschouwend werk: in eigen beheer de Mandarijnen op zwavelzuur (polemieken) en bij De Bezige Bij Het sadistische universum 1 (essays). Het slotstuk van de laatste uitgave, 'Wittgenstein's levensvorm', is Hermans' eerste beschouwing over de Oostenrijkse filosoof Ludwig Wittgenstein.

#### Literair credo (1964)
In het korte essay 'Experimentele romans', ook opgenomen in Het sadistische universum 1, treft men de passage aan die de geschiedenis is ingegaan als Hermans' literaire credo, namelijk zijn definitie van de klassieke roman:

Ik versta daaronder een roman waarin het thema volledig is verwerkt in een verhaal, waarin een idee wordt uitgedrukt door middel van handelingen, waarin de optredende personages desnoods eerder personificaties zijn dan psychologische portretten. Een roman waarin alles wat gebeurt en alles wat beschreven wordt, doelgericht is; waarin bij wijze van spreken geen mus van het dak valt, zonder dat het een gevolg heeft en waarin dit alleen geen gevolg mag hebben, wanneer het de bedoeling van de auteur geweest is, te betogen dàt het in zijn wereld geen gevolg heeft als er mussen van daken vallen.

Maar alleen dan.

Via de mus alludeert de uitspraak op Matteüs 10:29, waarmee de schrijver op dezelfde wijze tegenover zijn schepping wordt geplaatst als God tegenover de Schepping.
Vanaf de vijfde druk nam Hermans nog een langer poëticaal essay op, 'Antipathieke romanpersonages', waarin hij de samenhang tussen zijn kennistheoretische thematiek en zijn literatuuropvatting uiteenzet. Aangezien de werkelijkheid onkenbaar en dus onbeschrijfbaar is, kan een roman niet realistisch zijn. Genres die anders pretenderen, als naturalisme en realisme, wijst Hermans dan ook af. De ware roman volgens Hermans is mythisch.

#### Nooit meer slapen(1966)
Als Hermans' beste werk wordt Nooit meer slapen (1966) beschouwd. Zijn zesde roman speelt zich af in het noorden van Noorwegen (Finnmark), waar Hermans in 1960 en 1961 een aardrijkskundig congres bezocht en tochten maakte. Ook de hoofdpersoon, promovendus in de geologie Alfred Issendorf, onderneemt een wetenschappelijke tocht: een promotieonderzoek naar meteorieten en meteorietkraters. Aanvankelijk trotseert Alfred het onherbergzame landschap in een gezelschap van geologen, die zich later afsplitsen, waarna Alfred en zijn gids Arne Jordal samen verder trekken. Als ze onenigheid over de juiste richting krijgen, gaan ook Alfred en zijn gids uiteen en is Alfred op zichzelf aangewezen. Alfred is de ik-verteller van de roman, die zich in de tegenwoordige tijd afspeelt. Evenals de vorige roman kan ook Nooit meer slapen op drie manieren worden gelezen: als het verslag van een wetenschappelijke expeditie, als een psychologisch verhaal van een jongvolwassene die zijn vader wil overtreffen en als een filosofisch verhaal waarin het zoeken naar meteorieten fungeert als een queeste naar de Heilige graal, die evenwel slechts resulteert in het besef dat de ondoorgrondelijke werkelijkheid en het leven geen dieper inzicht toestaan.

##### Alfred en de drie stadia van de mens
In Nooit meer slapen komt een heel netwerk van samenhangende motieven voor, waaronder ontdekkingsreizigers, stenen en het stenen tijdperk, vaak in combinatie: zie het achterste deel van de namen Wittgenstein, Livingstone (ontdekkingsreiziger), en Flintstone (tekenfilmfiguur uit het stenen tijdperk). Mede hierdoor ontstaat een roman waarin elk detail functioneel is. In hoofdstuk 7 ontvouwt Alfred een theorie over de drie stadia waarin de geschiedenis der mensheid te verdelen is, die van belang is voor het psychologische aspect van de roman:

Als je mij vraagt zijn er drie belangrijke stadia in de geschiedenis van de mens.

In het eerste kende hij zijn eigen spiegelbeeld niet, evenmin als een dier dat kent. (…) Honderd procent subjectief. Een 'ik' dat zich vragen kon stellen over een 'zelf' bestond niet.

Tweede stadium: Narcissus ontdekt het spiegelbeeld. (…) Voor het eerst ziet 'ik' zich 'zelf'. Psychologie was in dit stadium een overbodige wetenschap, want de mens was voor zichzelf wat hij was, namelijk zijn spiegelbeeld. Hij kon ervan houden of niet, maar hij werd niet door zichzelf verraden. Ik en zelf waren symmetrisch, elkaars spiegelbeeld, meer niet. Pas in het derde stadium hebben wij de genadeslag van de waarheid gekregen.

Het derde stadium begint met de uitvinding van de fotografie. (…) [D]e camera, weten wij, kan niet liegen. En zo kom je in de loop van de jaren, via talloze foto's, erachter dat je meestal niet jezelf bent, niet symmetrisch met jezelf, maar dat je het grootste deel van je leven in een aantal vreemde incarnaties bestaat voor welke je alle verantwoordelijkheid van de hand zou wijzen als je kon.

De angst dat andere mensen hem zien zoals hij is op die foto's die hij niet kan endosseren, dat ze hem misschien nooit zien zoals het spiegelbeeld waarvan hij houdt, heeft de menselijke individu versplinterd tot een groep die uit een generaal plus een bende muitende soldaten bestaat. Een Ik dat iets wil zijn - en een aantal schijngestalten die het Ik onophoudelijk afvallen. Dat is het derde stadium: het voordien vrij zeldzame twijfelen aan zichzelf, laait op tot radeloosheid.

De psychologie komt tot bloei.
— Alfred Issendorf

Alfred begint in het derde stadium, maar belandt in het tweede als zijn fototoestel onklaar raakt en hij Arne kwijt is. Er is dan sprake van symmetrie tussen ik en zelf, maar de regressie gaat nog verder als hij zijn kompas en dus zijn spiegeltje laat vallen in een rotsspleet. Dat doet hem in het eerste, geheel subjectieve stadium belanden: zijn omstandigheden zijn zo primitief als die van de eerste mensen, hij piekert minder en komt voor het eerst in harmonie met de natuur. Zijn soloreis is dus een illustratie, of uitbeelding, van de drie stadia.

### In Amerika, Suriname en de Antillen (1967-1969)
In januari en februari 1967 reisde Hermans naar de Westkust van de Verenigde Staten en bezocht onder meer Los Angeles en San Francisco. Notities over deze reis verschenen in beperkte oplage in het boekje Hollywood (1970).
In februari 1967 verscheen het pamflet Wittgenstein in de mode, een titel die in de aangevulde herdruk werd uitgebreid met en Kazemier niet, omdat filosoof B.H. Kazemier de tijdschriftpublicatie van een naschrift had voorzien.
In november 1967 publiceerde Hermans voor het eerst in tien jaar een novellebundel, Een wonderkind of een total loss, waarin autobiografisch materiaal werd verwerkt. Net als in Nooit meer slapen is in alle vier de verhalen een ik-verteller aan het woord, terwijl drie van de vier verhalen ook in het presens staan. Ander verhalend proza uit deze tijd is er niet, zodat hieruit kan worden afgeleid dat deze verteltechniek, in verhalend proza "met een sterk bespiegelende inslag", Hermans in de jaren zestig bezighoudt. In twee van de verhalen heet de ik-verteller Richard Simmillion; het begin van een handvol autobiografische verhalen met deze hoofdpersoon.
In januari en februari 1969 ondernam Hermans nogmaals een reis naar Amerika, ditmaal Zuid-Amerika, om op uitnodiging lezingen te geven in Suriname en de Antillen. De schriftelijke neerslag van zijn ervaringen is De laatste resten tropisch Nederland (1969). Datzelfde jaar publiceerde Hermans zijn Fotobiografie, een fotoboek dat ophoudt wanneer zijn schrijversloopbaan begint. De uitgave bevestigde de status die Hermans inmiddels had bereikt: alleen bij een schrijver met groot aanzien kan het plan voor een dergelijk autobiografisch project opkomen.

### 1970-1973: Ruzie en rumoer
In deze periode ontwikkelde zich Hermans' reputatie van scherp criticus. Die werd zelfs dusdanig, dat later beweerd zou worden dat hij zich te vaak en te graag gekrenkt betoonde en "nooit een aardig woord voor iemand over had"". Hij raakte betrokken in meerdere affaires. Bij zijn overlijden zou over deze passie van hem worden opgemerkt: "hij 'leefde' van de polemiek". In september 1971 verscheen Herinneringen van een engelbewaarder, zijn laatste oorlogsroman.

#### Hermans vs. Van Oorschot (1970)
Op 16 september 1970 kwam een einde aan Hermans' grootste conflict uit de jaren zestig, dat met zijn uitgever Van Oorschot. Al in de jaren vijftig begon de relatie tussen auteur en uitgever te verslechteren, vanwege slechte kritieken voor Ik heb altijd gelijk in Van Oorschots tijdschrift Libertinage en vanwege het door Hermans gelaste accountantsonderzoek naar de verkoop van dezelfde roman. Maar tot een kookpunt kwam het toen niet. In 1961 wel, toen de uitgever het plan opvatte om De tranen der acacia's in de goedkope Witte Olifant-reeks van de uitgeverij uit te brengen. Dit nam Hermans niet, vanwege de geldelijke consequenties en omdat de wijze van drukken het hem onmogelijk zou maken zijn teksten te herzien. Het conflict bleef het hele decennium duren en leidde tot verschillende processen over uiteenlopende kwesties, tot een beslissing van een arbitragecommissie er in 1970 een einde aan maakte: de uitgever werd gelast een groot bedrag aan te laag berekende honoraria te voldoen en ook het recht van de auteur op revisie van zijn werken te respecteren. De uitspraak betekende voor Hermans nauwelijks rust, want er was alweer een nieuw conflict dat eveneens lang zou slepen.

#### De Weinreb-affaire (1970-1976)
In 1970 besprak Hermans de in 1969 gepubliceerde memoires van de econoom Friedrich Weinreb, Collaboratie en verzet 1940-1945, geredigeerd door Renate Rubinstein en met een Nabeschouwing van Aad Nuis. Hermans hield Weinreb in, aanvankelijk enkele, zeer scherp geformuleerde polemische artikelen voor een perfide oplichter, terwijl vele toonaangevende intellectuelen de kant van Weinreb bleven kiezen. De kwestie ontwikkelde zich tot de jarenlang slepende Weinreb-affaire, die een stroom van polemieken uitlokte. De energie die dit kostte heeft hem naar eigen zeggen zeker het schrijven van meerdere romans gekost. Uit een officieel rapport van het RIOD bleek Weinreb inderdaad de oplichter waar Hermans hem voor hield. In 1970 verscheen Hermans' Van Wittgenstein tot Weinreb, waarin hij opmerkte: "Ik zie in Wittgenstein een man die bezeten is door de vraag: Wat is waarheid? en als hij zijn handen wast dit niet in onschuld doet. Een man die alles wat niet gedacht of gedaan wordt zonder te vragen of het waar is, wantrouwt. — Ik zie in Weinreb een man die een stelling voor waar houdt zodra er maar een aantal mensen in geloven."

#### P.C. Hooftprijs (1971)
In 1971 werd aan Hermans de P.C. Hooft-prijs toegekend. Minister Piet Engels van het Cultuur, Recreatie en Maatschappelijk Werk, zou in zijn aanvankelijke brief aan Hermans van 22 december 1972 een tikfout hebben laten staan: Hermans zou geen ƒ 18.000,- tegemoet mogen zien, maar ƒ 8.000,-. In een excuusbrief werd Hermans de fout meegedeeld. Hermans' repliek werd op 12 januari 1973 door NRC Handelsblad afgedrukt:

Excellentie,
Het culturele leven is vol gevaren en niet gemakkelijk.
Niet alleen is het voor een typist niet gemakkelijk geen tikfouten te maken, blijkbaar is het zelfs voor een minister niet gemakkelijk altijd precies te weten wat hij ondertekent. Men kan nauwelijks verwachten dat een schrijver zich bijzonder vereerd zal voelen wanneer hij bekroond wordt door een minister wiens handtekening van de ene op de andere dag ƒ 10.000,- in waarde daalt. Ik heb daarom besloten geen prijs te aanvaarden. Met verschuldigde hoogachting
Willem Frederik Hermans

#### Conflict aan de universiteit Groningen (1972-1973)

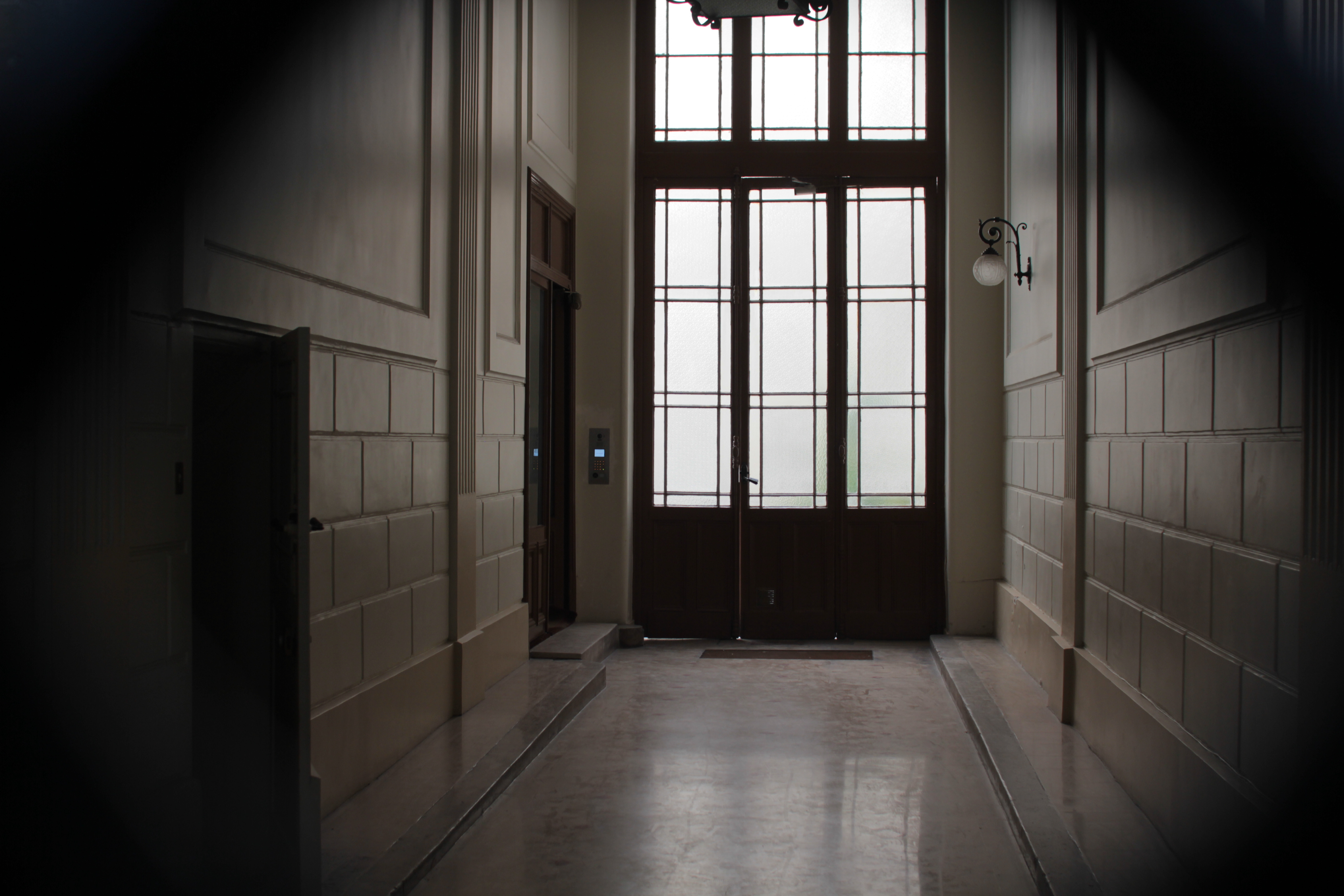
De gang van het huis op nummer 86, Avenue Niel in het 17e arrondissement van Parijs waar Hermans jaren woonde en werkte.

Na beschuldigingen, van onder meer het toenmalig ARP-Tweede Kamerlid en de latere minister Jan de Koning, dat Hermans al zijn tijd aan het schrijven van bellettrie besteedde en daardoor niet aan zijn eigenlijke leeropdracht zou toekomen, werd een commissie ingesteld om deze kwestie te onderzoeken. Het onderzoek pleitte Hermans grotendeels vrij. Wel kwam de commissie met het advies Hermans wegens de verstoorde verhoudingen onder te brengen bij de subfaculteit der Geologie. Dat gebeurde in oktober 1972. De verhoudingen waren er duidelijk beter, al bleek dat Hermans op wetenschappelijk gebied een achterstand had opgelopen. Voor Hermans was de maat nu vol en per 1 september 1973 nam hij ontslag. Het werd hem eervol verleend. Hij vestigde zich als fulltime schrijver in Parijs.

### 1973-1991: Parijzenaar

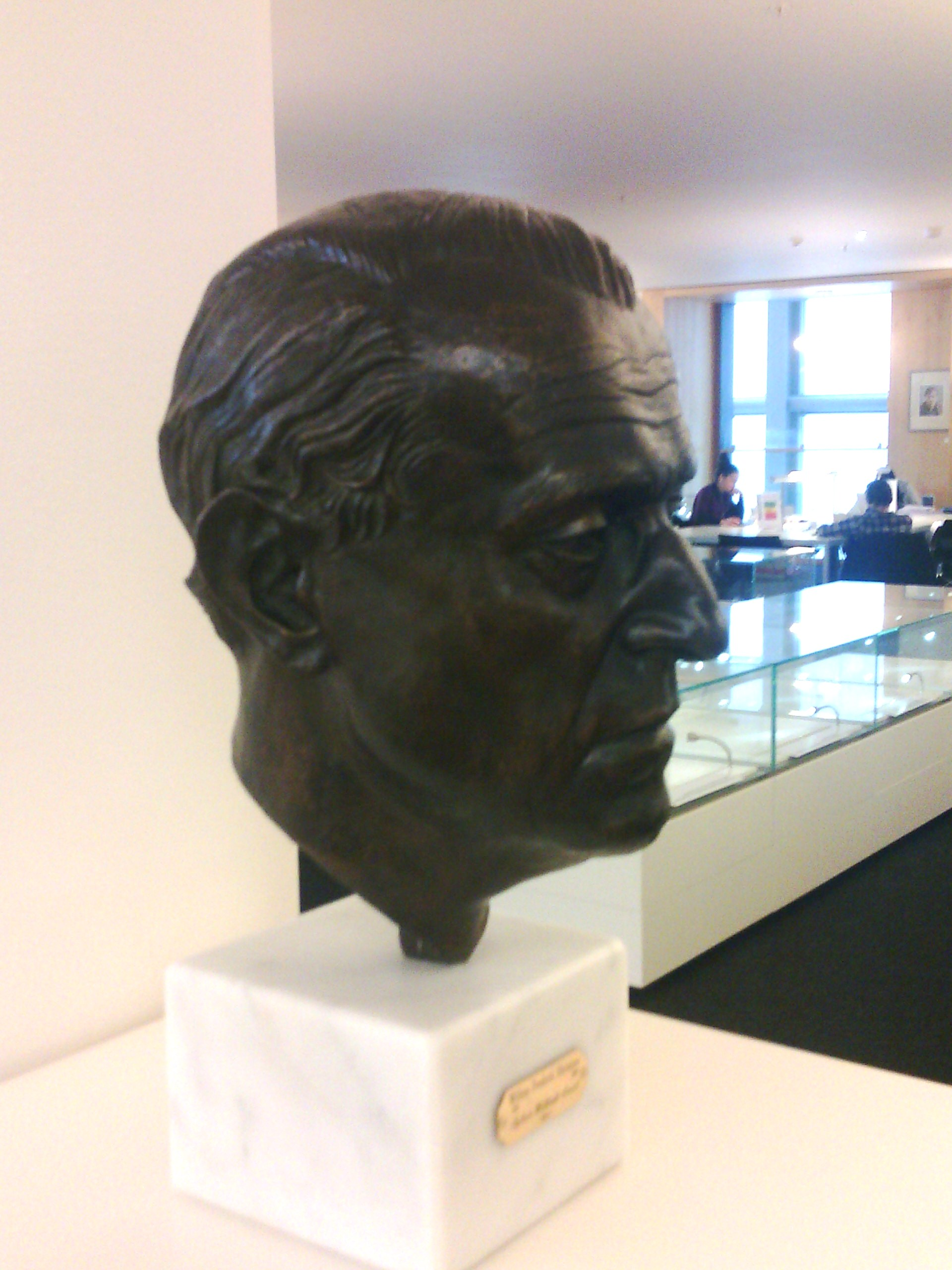
Bronzen portret van W.F. Hermans, gemaakt door Sylvia Willink. Locatie: Openbare Bibliotheek Amsterdam

Hermans' verhuizing naar Parijs valt samen met een afname van de kritische waardering voor zijn productie. Vooral romans als Het Evangelie van O. Dapper Dapper (1973) en Onder professoren (1975), een ternauwernood verhulde sleutelroman, werden door recensenten minder gewaardeerd. Aan het begin van de jaren tachtig vroegen critici zich hardop af of Hermans nog wel hetzelfde niveau haalde als in zijn vroegere werk. Enkele van de verwijten waren het vervallen in herhaling, toegeven aan gemakzucht en aan de verleiding om op makkelijke wijze veel geld te verdienen. Ook de weinig genuanceerde standpunten in zijn essays kunnen niet op algemene waardering rekenen. Vanuit Parijs schreef hij ook columns voor het kortstondige Nederlandse opinieweekblad Nieuwsnet.

#### Age Bijkaart (1973-1979)
In 1973 begon Hermans een vaste column in Het Parool onder het pseudoniem Age Bijkaart. Daarmee sloot hij zich volgen literatuurhistoricus Hugo Brems aan bij de trend dat schrijvers die buiten de krant bekend waren geworden, in de krant gingen schrijven.
Het verschil tussen Hermans en Bijkaart typeerde de auteur in 1977 als volgt: 'Bijkaart is eigenlijk een veel gemoedelijker man dan Hermans. Hij houdt zich bezig met alledaagse dingen waarvoor Hermans zijn neus zou optrekken. Bijkaart is Hermans in pyjama, zo moet je het zien. In 1977 verscheen een bundel van deze columns, Boze brieven van Bijkaart. De inhoud is een gevarieerd scala aan onderwerpen, reportages over het leven in Parijs maar ook Bijkaarts visie over allerlei toestanden in Nederland.

#### Onder professoren (1975)
De vertoning van Hermans' televisiespel Periander (1974) door de VPRO stelde de auteur diep teleur. De roman Onder professoren was aanleiding voor de kritiek om verband te leggen met Hermans' vertrek uit Groningen en de daaraan voorafgaande strubbelingen. In het nawoord ontkent de fictieve Prof. Dr. B.J.O. Zomerplaag dat het om een sleutelroman gaat. Een van de personages, de abjecte middenmoter drs. Tamstra, heeft een naam die veel lijkt op die van de hoogleraar economische en sociale geografie R. Tamsma, die in het Groningse conflict een rol speelde en Hermans "een nagel aan onze doodskist" noemde. Tussen Hermans en Groningen is het niet meer goed gekomen. Er volgde nog een boek waarin hij afrekende met de stad Groningen en de universiteit aldaar, Uit talloos veel miljoenen (1981).
Onder professoren had een voorloper en inspiratiebron in de roman De koekoek in de klok (1969) van Judicus Verstegen, over fraude in de universitaire wereld van Amsterdam. Uit angst voor een proces wegens smaad trok uitgeverij Querido het boek terug na een tweede druk.
In de jaren zeventig bekroonde Hermans zijn Wittgenstein-studies met de vertaling van diens Tractatus Logico-Philosophicus.

#### Prijs der Nederlandse Letteren (1977)
In 1977 ontving Hermans in het Koninklijk Paleis van Brussel uit handen van de Belgische koning Boudewijn de Prijs der Nederlandse Letteren, waaraan een bedrag verbonden was van ƒ 18.000,-. Hermans overhandigde de vorst het eerste exemplaar van een bibliofiel werkje, Bijzondere tekens (uitgeverij Ziggurat, Antwerpen 1977), een verhandeling over schrijfmachines.
Hermans zag dit als de belangrijkste en meest eervolle bekroning van zijn werk, vooral omdat het ook een blijk van waardering was in België. Als kenner en liefhebber van de Franse taal en cultuur voelde hij zich in het bourgondische België erg thuis.

#### Nieuwe novellen
In een oplage van zeventig exemplaren verscheen de autobiografische novelle Dood en weggeraakt (1980), waarin de vader centraal staat, die met mededogen werd geportretteerd. In het vroege werk was de vader vaak een tiran. Ook verscheen Filip's sonatine (1980), de eerste van in totaal vier novellen met gelijkaardige, voornamelijk zwarte omslagen. De andere zijn Homme's hoest (1981), Geyerstein's dynamiek (1982) en De zegelring (1984). In deze periode publiceerde Hermans ook nog de autobiografische novelle Waarom schrijven? (1983).

#### Culturele boycot Zuid-Afrika genegeerd (1983)

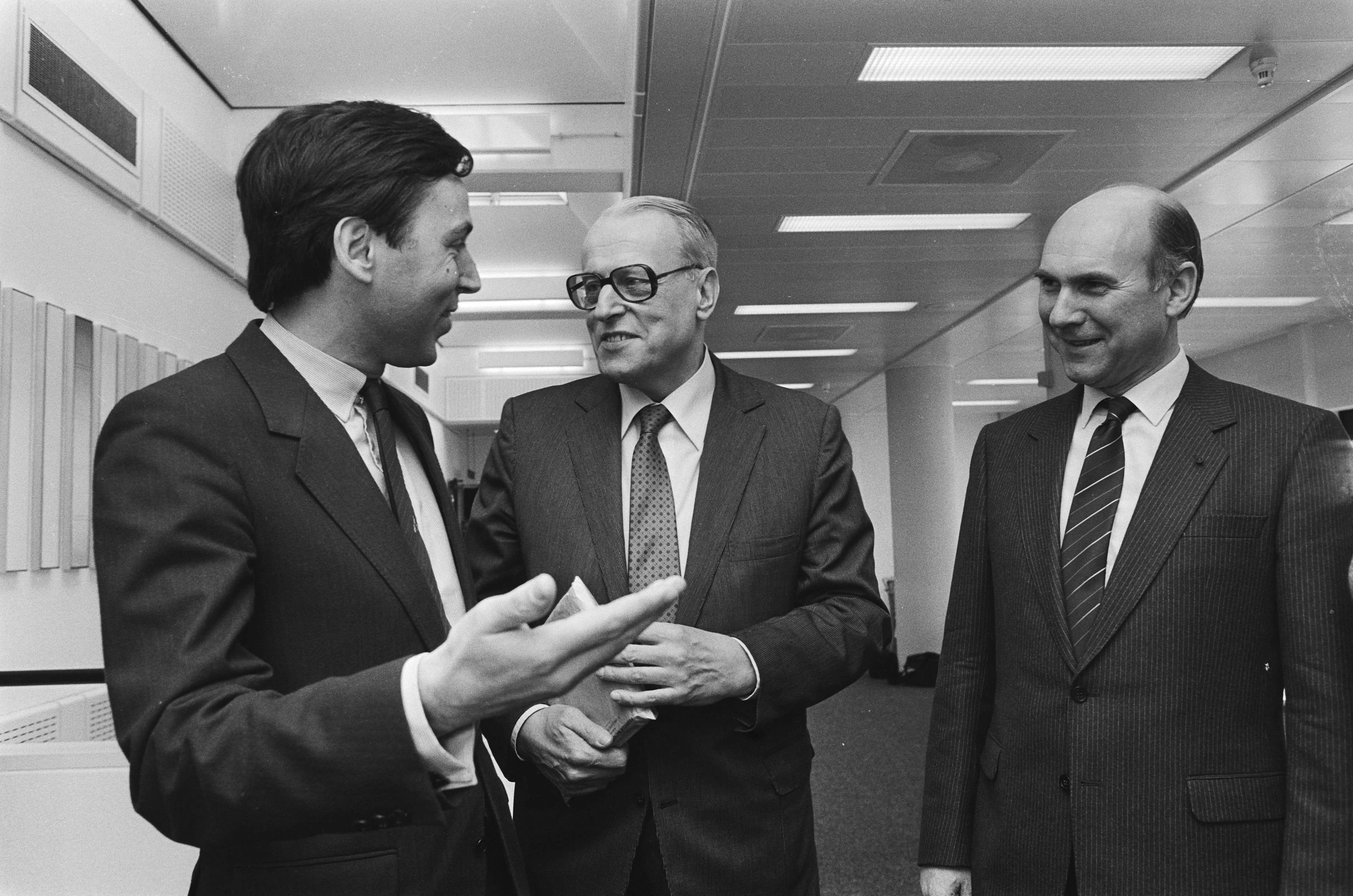
Minister Brinkman, Hermans en Wim Koops bij de opening van de nieuwbouw van het Letterkundig Museum (1985)

Hermans had in 1983 een serie lezingen gegeven in Zuid-Afrika, die niet werd gewaardeerd door de Zuid-Afrikaanse auteur Breyten Breytenbach, maar wel door zijn collega André Brink. De schrijver had met zijn lezingen de culturele boycot doorbroken. Vervolgens werd hij door toedoen van de actiegroepen Anti-Apartheidsbeweging Nederland en Komitee Zuidelijk Afrika op een zwarte lijst geplaatst van de Verenigde Naties. Toen tijdens een expositie van Hermans' fotografische werk in het Stedelijk Museum in 1986 een PvdA-gemeenteraadslid meldde dat Hermans op de zwarte lijst stond besloten burgemeester en wethouders tot een rigoureuze maatregel. Het stadsbestuur verklaarde Hermans in 1986 tot persona non grata, een behandeling die de schrijver diep griefde. Hermans, die altijd de apartheid had verworpen vond dat hij boven zulke aangelegenheden stond. Politica Annemarie Grewel stelde zelfs voor om al zijn boeken uit de bibliotheken van Amsterdam te verwijderen.
De meningen onder schrijvers over het sluiten van de fototentoonstelling waren verdeeld, bleek uit een rondvraag die de Volkskrant afdrukte op 10 oktober 1986. Harry Mulisch stond achter het gemeentebestuur, A.F.Th. van der Heijden was het ermee oneens, Frans Kellendonk vond de gang van zaken in strijd met de vrijheid van meningsuiting en Oek de Jong vond juist dat een schrijver naar juist Zuid-Afrika móet gaan als hem de kans geboden wordt. Het Parool had een dag eerder andere auteurs naar hun mening gevraagd. Simon Carmiggelt vond het verbieden van de tentoonstelling "een vorm van onderdrukking" en wees erop dat de door hem gewaardeerde J.L. Heldring ook lezingen in Zuid-Afrika had gegeven: "Het is gewoon een standpunt dat je in kunt nemen." Ook Jeroen Brouwers, J. Bernlef, K. Schippers, en Reve wezen de boycot verbijsterd af.
Hermans hield zich niet aan de Amsterdamse boycot en gaf in januari 1987 op uitnodiging van de Stichting Literaire Activiteiten Amsterdam een lezing in de Balie. Er volgde een bommelding waarop hij het pand verliet en zich voorlopig niet meer in zijn geboortestad liet zien.
In maart 1985 verscheen in opdracht van De Bijenkorf De liefde tussen mens en kat ter gelegenheid van De Literaire Boekenmaand. Conform het spreekwoordelijke aantal levens van een kat, telt het boekje negen hoofdstukken.
Een andere kant van Hermans was zijn betrokkenheid bij Multatuli en het Multatuli Genootschap. Uit onvrede over de slechte tekstuitgaven van de Max Havelaar, besloot hij in 1987 tot een fotografische herdruk van de vijfde druk uit 1881 van dit boek, de Ausgabe letzter Hand.

#### Een heilige van de horlogerie(1987)
De roman Een heilige van de horlogerie (1987) leverde Hermans een nominatie op voor de AKO Literatuurprijs 1988, die overigens naar Geerten Meijsing ging.

#### Au pair(1989)

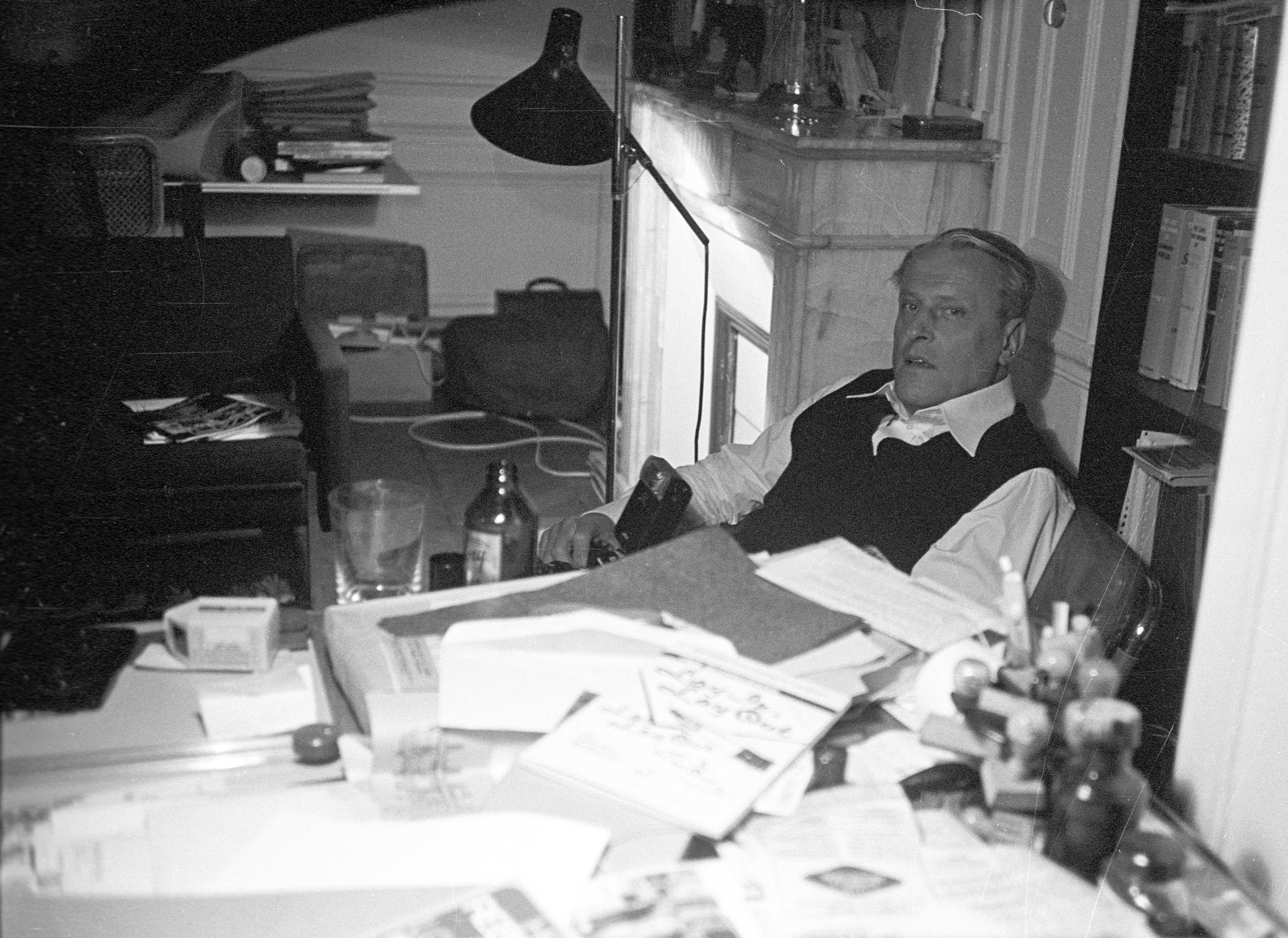
W.F. Hermans in zijn studeerkamer in Parijs (1977); foto: Piet Schreuders

In 1989 publiceerde Hermans zijn laatste omvangrijke roman, tevens zijn enige die zich in Parijs afspeelt: Au pair.

### 1991-1995: Brusselse jaren
In 1991 verhuisde Hermans van Parijs naar Brussel. Sinds hij en zijn vrouw in 1988 in hun Parijse huis werden aangevallen door een man met een bijl, voelden ze zich daar niet meer prettig.

#### Auteur van Boekenweekgeschenk (1993)
In 1993 werd Hermans door D66-politicus Ernst Bakker uitgenodigd in zijn geboortestad Amsterdam voor de presentatie van het door hem geschreven Boekenweekgeschenk In de mist van het schimmenrijk. Hij schreef daarop dat de gemeente eerst dan maar eens zijn status van persona non grata moest intrekken en excuses aanbieden. Meerdere fracties waren voor de opheffing van het gewraakte besluit - mede vanwege het feit dat de Apartheid ook op zijn retour was - en deze uitspraak tegen zijn persoon werd dan ook ingetrokken, waarop hij naar Amsterdam kwam.

#### Ontmoeting met Willem-Alexander (1995)
In maart 1995 trad Hermans op ter gelegenheid van de voltooiing van Multatuli's Volledige werken. Hermans sprak een lezing uit en Olf Praamstra nam hem een interview af. Kroonprins Willem-Alexander nam de laatste delen officieel in ontvangst en liet weten dat hij wederom gebeld kon worden bij het verschijnen van de verzamelde werken van Hermans. Het tijdschrift Over Multatuli publiceerde een verslag van het evenement, inclusief een foto waarop Hermans en de kroonprins in geanimeerd gesprek te zien zijn.
In de omgang was Hermans doorgaans niet gemakkelijk. Zowel hijzelf als vele van zijn romanpersonages hadden kenmerken van een misantroop karakter. De titel van een van zijn romans Ik heb altijd gelijk was ook op hem persoonlijk van toepassing. Zijn tegenstanders boorde hij op onaangename (maar zeer rake en voor toeschouwers vermakelijke) wijze de grond in. Het vierde deel van de dagboeknotities van C. Buddingh's Een mooie tijd om later te worden sabelde hij zo hard neer, dat diens uitgever pas 16 jaar later, kort voor Hermans' dood en 10 jaar na Buddingh's dood, een volgend deel publiceerde. Met uitgever Geert van Oorschot heeft hij drie rechtszaken en decennialang een vinnige vete over relatief kleine geldbedragen uitgevochten. Toch kon Hermans in zijn persoonlijk leven ook heel hartelijk zijn. Tot zijn vrienden behoorden onder anderen de schilders Carel Willink en diens laatste echtgenote Sylvia Willink, de actrice Sylvia Kristel en de schrijver Freddy de Vree.

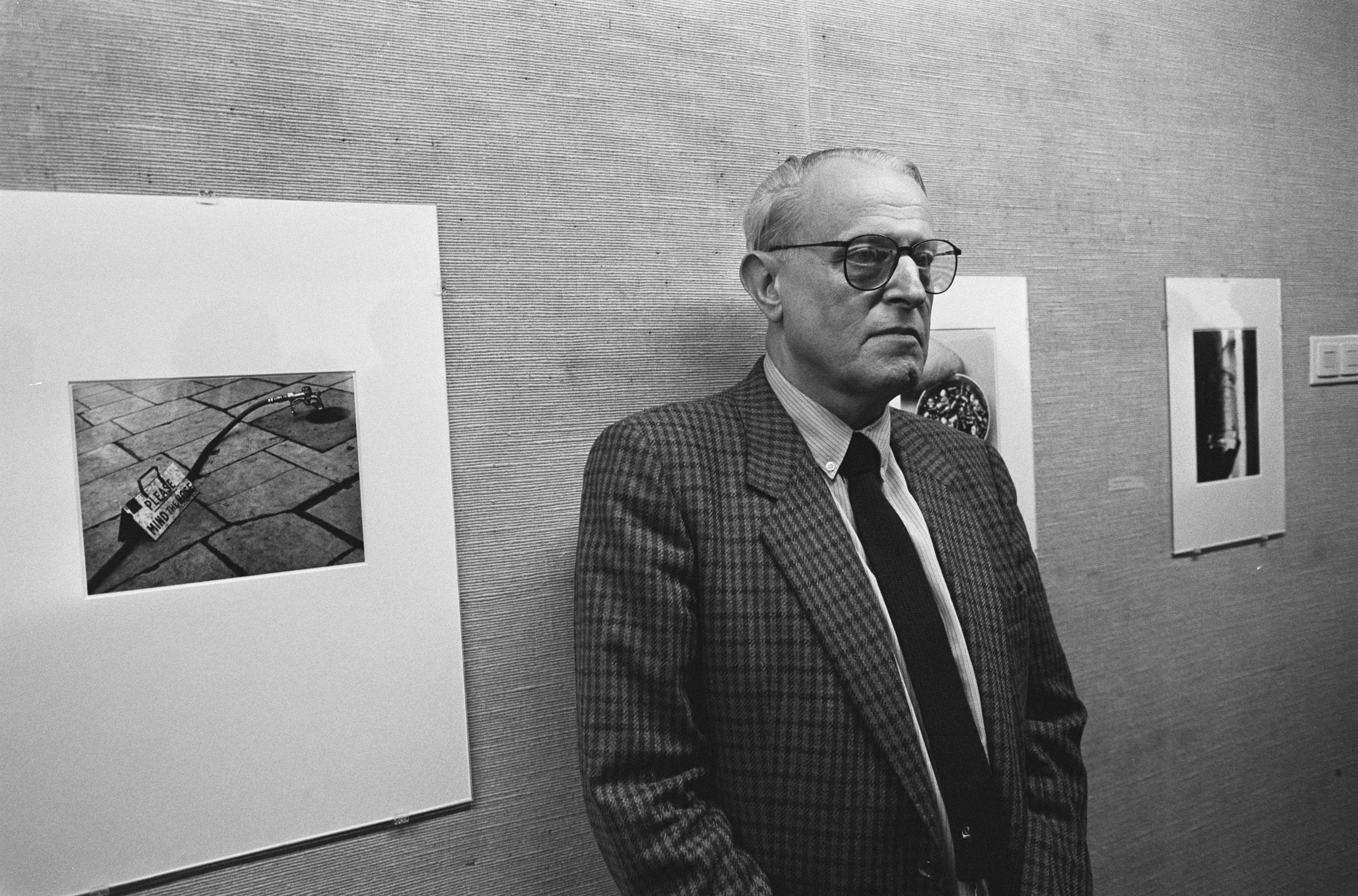
Hermans bij een tentoonstelling van zijn fotografisch werk (Stedelijk Museum; foto: Roland Gerrits, 1986)

Zijn werk bestaat voornamelijk uit romans, korte verhalen, essays en filosofisch en wetenschappelijk werk. Ook heeft hij enkele gedichten en toneelstukken geschreven. Daarnaast geniet hij enige bekendheid als fotograaf en maker van collages. In 1957 werkte hij enige tijd als assistent bij de fotograaf Nico Jesse om ervaring op te doen in de fotografie. Fotograferen en het zelf ontwikkelen van foto's was een blijvende artistieke bezigheid. Hij had op zijn reizen altijd een fotocamera bij de hand die hij veelvuldig gebruikte. In 1986 vond een ophef veroorzakende tentoonstelling plaats in het Stedelijk Museum te Amsterdam, Koningin Eenoog. In 1994 verscheen een collectie foto's onder de titel Een foto uit eigen doos.
Hij werd in 1990 tot eredoctor benoemd van de Universiteit van Luik en in 1993 van de Universiteit van Pretoria.
Uit liefhebberij verzamelde Hermans oude schrijfmachines, die in zijn woning werden tentoongesteld.
Deze verzameling heeft in het Het Scryption, Museum voor techniek en vormgeving van schrift en kantoor, in Tilburg in eerste instantie een plaats gekregen, maar ging na het sluiten van het museum naar boekhandel Limerick in Gent.

### Overlijden (1995)
Hermans was 55 jaar van zijn leven een roker. Hoewel hij vanaf het begin van de jaren zestig geplaagd werd door stevige hoestbuien, stopte hij pas in 1990 met roken, te laat om nog een gunstige uitwerking op het hoesten te hebben. Volgens publicist Dirk Baartse rookte Hermans de laatste jaren van zijn rokersleven drie pakjes Gauloises per dag.
In maart 1995 werd bij Hermans longkanker geconstateerd. Op 10 april werd hij opgenomen in de Park Leopoldkliniek te Etterbeek voor testen en een biopsie. De diagnose luidde suikerziekte, een aangetaste lever en longemfyseem. Op 20 april werd hij nogmaals opgenomen. Zijn vriend Freddy de Vree signaleerde tijdens ziekenbezoek dat een jonge verpleegster Hermans onbedoeld wist op te beuren door, blozend tot achter haar oren, te vragen: "Meneer, bent u die meneer Hermans van wie wij op school die schone boeken moesten lezen?"
Op 24 april werd Hermans overgebracht naar het Academisch Ziekenhuis van Utrecht. Op 26 april bezocht een redactrice van uitgeverij De Bezige Bij hem om enkele details in het manuscript van Ruisend gruis te bespreken. De Vree telefoneerde en wisselde enige woorden over het weer, dat in Utrecht beter was dan in Brussel. "Zeg dan," aldus Hermans, "als ze vragen waarom Hermans naar Utrecht is gegaan, dat hij de zon zocht."
Willem Frederik Hermans overleed op donderdag 27 april 1995 in het Utrechts Academisch Ziekenhuis aan het begin van de middag. Op 1 mei is hij in dezelfde stad op Daelwijck in besloten kring gecremeerd.
In september 1995 verscheen postuum zijn laatste werk, de korte surrealistische sleutelroman Ruisend gruis.
Zijn allerlaatste publieke optreden was geweest in maart 1995 tijdens de Nacht van het Boek, een literair evenement dat tussen 1981 en 1997 regelmatig in Tilburg werd georganiseerd.
In Leeuwarden werd eind januari 2000 een hardstenen poëzietableau (100 bij 120 cm.) met Hermans gedicht 'Doodlopende straat' onthuld door twee bewonderaars van Hermans: journalist Henk Hofland en filosoof Lolle Nauta. Het poëzietableau, onderdeel van de Poëzieroute Leeuwarden, ligt in de Westerplantage, schuin tegenover de ingang van de Leeuwarder schouwburg de Harmonie. 

### Willem Frederik Hermans Jubileum Jaar 2021
Aan de vooravond van Hermans' honderdste geboortedag werd op 31 augustus 2021 in de Nieuwe Kerk te Amsterdam een gedenksteen onthuld door de Amsterdamse burgemeester Femke Halsema en de oud-premier van België Guy Verhofstadt ter opening van het Willem Frederik Hermans Jubileumjaar 2021. De steen werd ontworpen door De Directeur van De Poezenkrant graficus Piet Schreuders, verluchtigd met een bronzen afbeelding van een slapende poes door de Poezenkrant-illustrator Franka van der Loo, en voorzien van de tekst "Zlaap Zacht" omdat -volgens W.F. Hermans- poezen immers de letter 'S' niet kunnen uitspreken.

## Thematiek
De verschillende aspecten en facetten van Hermans' thematiek vloeien in wezen allemaal voort uit het overkoepelende waarheidsprobleem. Hieronder volgt de formulering van Janssen (1985):

Als romantisch rationalist ziet hij twee wegen die de mens in staat stellen om in de chaos van zijn wereld ordenend op te treden: betrouwbare en controleerbare uitspraken kan hij alleen doen met de middelen van de logica en de exacte wetenschappen; daarbuiten in de filosofie, ethiek, psychologie, in de mens- en maatschappijwetenschappen, bestaan geen zekerheden; alleen in literatuur en kunst kunnen met irrationele middelen 'waarheden' worden 'aangetoond'. Deze positie tussen (neo-)positivisme en (neo-)romantiek houdt de erkenning in dat de wereld van de mens grotendeels onkenbaar is (zelfs de taal is een onbetrouwbaar instrument) en het universum kan daarom sadistisch worden genoemd omdat de mens over onvoldoende mogelijkheden beschikt zijn bestaan daarin te begrijpen. Hermans' personages zijn personificaties van aspecten van zijn wereldbeeld: zij zijn eenzamen die hun wereld voortdurend verkeerd interpreteren, in het contact met andere interpretaties niets zinvols kunnen doen, overgeleverd zijn aan moedwil (het bedrog van anderen), misverstand en toeval; zij mislukken, gaan ten onder aan de discrepantie tussen de wereld en hun voorstellingen daarvan. In deze wereld, waarin ten slotte de natuurkrachten (machtsdrift, agressiviteit) het winnen, is geen plaats voor begrippen als vrijheid en verantwoordelijkheid, noch voor ethisch idealisme: in de jungle van het menselijk bestaan is een offer voor de goede zaak zinloos.
— Frans A. Janssen

In een andere publicatie wees Janssen erop dat Hermans deze thematiek al formuleerde in essays uit de jaren veertig. Aan het nummer van oktober 1946 droeg Hermans een essay bij waarin uitspraken voorkomen als: 'geen mens beleeft hetzelfde eender als een ander' en 'over hun eigen intenties verkeren zelfs de levenden in het onzekere'. Dat deze thematiek zich in het scheppende werk voordoet, blijkt uit de parafrase van de eerste uitspraak in De tranen der acacia's, als Arthur verzucht: 'Misschien heeft iedereen wel zijn eigen oorlog.' Bovendien bevat die roman, geschreven vanaf 1946, een passage die volgens Janssen het thema volledig geeft, namelijk de volgende gedachten van Arthur:
Hoe zou een Amerikaan kunnen uitvinden of Oskar een held of een lafaard is geweest? Ik weet het niet eens, en ik heb er toch vlak bij gezeten. (...) Een soldaat is dapper als hij de bevelen uitvoert die hij van zijn meerderen krijgt. Maar wie kan nagaan of iemand de bevelen die hij zichzelf heeft gegeven, letterlijk uitvoert? Wie trouwens weet precies, welke bevelen hij zichzelf geeft? Wie wist precies welke bevelen hij zichzelf moest geven?
De constatering van Janssen over de thematiek is door de Hermansstudie en door literatuurhistorici algemeen geaccepteerd als hét thema van deze auteur; zie bijvoorbeeld de literatuurgeschiedenissen Geschiedenis van de literatuur in Nederland 1885-1985 van Ton Anbeek uit 1999 en Altijd weer vogels die nesten beginnen. Geschiedenis van de Nederlandse literatuur 1945-2005 van Hugo Brems uit 2005.
De 'eigenlijke' thematiek van de auteur wordt ook in een beknopt overzicht als Nederlandse literatuur in een notendop aangeduid als 'de onkenbaarheid van de mens'. Daarin staat ook dat Hermans in zijn derde roman, Ik heb altijd gelijk. 'het failliet van de grote idealen' als nieuw thema introduceert. Het gaat om een aspect of implicatie van het kernthema van de onkenbaarheid, waaruit andere opvattingen noodzakelijk volgen.

### Wereldbeeld
Hermans gaat ervan uit dat de mens de niet-fysische werkelijkheid die hem omringt niet kan kennen. Alleen in de natuurwetenschappen is dit wel het geval. Om zich door het leven te slaan ontwerpt elk mens een eigen en in essentie mythisch beeld van de werkelijkheid, waarin patronen en verbanden worden gelegd die in werkelijkheid niet bestaan.

### Mensbeeld
Omdat elk mens zijn eigen werkelijkheidsconceptie aanhangt, zal onderling contact tussen mensen vooral bestaan uit misverstand, onbegrip, meningsverschil, wantrouwen, misleiding en bedrog. Het is niet mogelijk om door te dringen tot andermans psyche, noch om zelf gekend te worden. Ook kan de mens zichzelf niet kennen. In de novelle Het behouden huis verwoordt de protagonist deze filosofie als volgt: 'Ik keek naar hem zoals je meestal naar anderen kijkt: zonder werkelijk iets van ze af te weten, door gebrek aan bewijs gedwongen aan te nemen dat zij wel ongeveer hetzelfde zijn als je zelf bent.'

### Maatschappijvisie
Hoewel geen mens ooit weet wat hij van een ander kan verwachten, verloopt het maatschappelijk verkeer nog vrij ordelijk. Dat komt omdat men zich aan afspraken houdt die volgens Hermans direct opgezegd worden zodra dit voordeel oplevert. Ook morele overtuigingen bestaan alleen voor zover iemand daar baat bij heeft. De wet van de jungle sluimert onder de maatschappelijke ordening en komt boven water in bijvoorbeeld een oorlogssituatie, wanneer de gedragscodes niet van kracht zijn.

### Religie en ideologie
Instinctief weet de mens dat zijn opvatting van de werkelijkheid een waandenkbeeld is. Daarom zoekt hij aansluiting bij gelijkgestemden, waarbij de achterliggende overtuiging is dat de kans op onwaarheid kleiner zou zijn naarmate meer mensen een visie aanhangen. Geaccepteerde mythes als religieuze, psychologische, filosofische en politieke constructies worden in de romans en essays van Hermans ontmaskerd als 'dromen der mensheid.'

### Taal
De communicatie tussen mensen wordt nog bemoeilijkt door de taal; die is een gebrekkig en verraderlijk communicatiemiddel omdat een ondubbelzinnige wijze van uitdrukken vrijwel niet mogelijk is. Bovendien legt taalgebruik onvermijdelijk de werkelijkheid een bepaalde ordening op, die een vervalsing is. Hermans' taalopvattingen liggen dicht bij die van Wittgenstein.

## Schrijfstijl
Kenmerkend voor de schrijfstijl van Hermans, aldus literatuurwetenschapper Willem Glaudemans, is het streven de opgeroepen verhaalwereld zo authentiek mogelijk te laten lijken. Hiertoe wordt gebruik gemaakt van precisie in de beschrijving van locaties en gebeurtenissen, en details die de werkelijkheidssuggestie nog versterken, zoals data en straatnamen. In herdrukken bracht de auteur doorgaans wijzigingen aan die de samenhang moesten verhogen, onwaarschijnlijkheden elimineren en zo nodig de feiten in een verhaal corrigeren om ze in overeenstemming te brengen met de bestaande wereld.
Een ander aspect is de heldere, beeldende formulering die een sterk visualiserend effect heeft en daarom ook wel als 'filmisch' wordt omschreven. Daarnaast is er sprake van een aparte, doeltreffende beeldspraak.

## Dissertaties over Hermans
- Henriëtte Maria Roos, Ik en self. 'n Onderzoek na die vertellersrol aan die hand van drie ik-vertellings van W.F. Hermans. Pretoria 1975
- Michel Dupuis, Eenheid en versplintering van het ik. Een onderzoek naar thema's, motieven en vormen in verband met de problematiek van de enkeling in het verhalend werk van Willem Frederik Hermans. Uitgeverij Heideland-Orbis, 1976. Proefschrift Université Libre de Bruxelles. Promotor: Prof. Jean Weisgerber.
- W.H.M. Smulders, De literaire misleiding in De donkere kamer van Damokles. HES Uitgevers, Utrecht, 1983. Proefschrift Universiteit Utrecht. Promotor: J.J. Oversteegen.
- Koen Vermeiren, Willem Frederik Hermans en Ludwig Wittgenstein. Een taalspelen-analyse van het prozawerk van Willem Frederik Hermans, uitgaande van de levensvorm van het sadistische en chaotische universum. HES Uitgevers, 1986. [Promotie: 1984]. Proefschrift Universitaire Instelling Antwerpen. Promotor: Prof. Paul de Wispelaere.
- G.F.H. Raat, De vervalste wereld van Willem Frederik Hermans [Onderwerp: de novellebundel Paranoia.], Huis aan de Drie Grachten, Amsterdam, 1985. Proefschrift Universiteit Nijmegen. Promotor: Prof. Kees Fens.
- W.J. van Zyl, Die hantering van karakters in W.F. Hermans se Herinneringen van een engelbewaarder. 1987. Proefschrift Universiteit van Stellenbosch. Promotor: Prof. H. van der Merwe Scholtz.
- Willem Gerard Glaudemans. De mythe van het tweede hoofd. De literatuuropvattingen van W.F. Hermans, 1945-1964. 1990. Proefschrift Universiteit Utrecht. Promotor: Prof. A.L. Sötemann.
- Baudoin Yans, De God Bedrogen Bedrogen De God. Een speurtocht door W.F. Hermans' filosofisch universum. Leuven, Collège Érasme en Brussel, Éditions Nauwelaerts, 1992. Proefschrift Université de Louvain. Promotor: Prof. R. Henrard.
- Sonja Pos, Dorbeck is alles! Navolging als sleutel tot enkele romans en verhalen van W.F. Hermans. Vossiuspers UvA, 2010. Proefschrift UvA. Promotor: niet vermeld.
- Daan Rutten, De ernst van het spel. Willem Frederik Hermans en de ethiek van de persoonlijke mythologie. Uitgeverij Verloren, 2016.

## Biografie
Van Hermans zijn twee biografieën verschenen. In 1999 bracht Hans van Straten, die Hermans goed gekend had, de eerste uit: Hermans, zijn tijd, zijn werk, zijn leven.
In 2000 begon Willem Otterspeer aan een biografie te werken, waarvoor hij toegang kreeg tot Hermans' persoonlijke archief. In 2010 verscheen van zijn hand Hermans in hout, over Hermans' verblijf in Canada, dat een half jaar in 1948 duurde. In 2011 haalde Otterspeer de krant door de ontdekking van een dossierkaartje van de Nederlandsche Kultuurkamer, gedateerd 8 september 1942, waaruit blijkt dat op 31 augustus 1942 door de Kultuurkamer een formulier van Hermans is ontvangen. De inhoud van het formulier is niet bekend. Van een inschrijving van Hermans of een toelating tot de Kultuurkamer is geen bewijs gevonden. De Kultuurkamer was een pro-Duitse instelling waarbij alle literatoren en kunstenaars zich moesten inschrijven. De betekenis van het dossierkaartje is echter onduidelijk.
In november 2013 verscheen het eerste deel van de biografie van Willem Otterspeer: De mislukkingskunstenaar (1921-1952). Op 23 november 2013 verschenen recensies in de Volkskrant en NRC Handelsblad, die Otterspeers studie waardeerden met vier respectievelijk drie sterren uit maximaal vijf. De Standaard waardeerde op 29 november 2013 dit eerste deel met vijf sterren op vijf. Eind februari 2015 verscheen het tweede en laatste deel, De zanger van de wrok (1953-1995).

## Volledige Werken
Op 4 november 2005 werd deel 1 van de Volledige Werken in de Amsterdamse Nieuwe Kerk aangeboden aan prins Willem-Alexander. De Volledige Werken worden verzorgd door het Huygens Instituut te Den Haag. Op 1 september 2022, Hermans' 101e geboortedag, nam diezelfde Willem-Alexander, inmiddels koning, het 24e en laatste deel in ontvangst, eveneens in de Nieuwe Kerk.

## Eerste zinnen
In de romans en verhalen van W.F. Hermans is de eerste zin vaak opmerkelijk: krachtig, intrigerend en verwijzend naar het hoofdthema. Hermans stelde zelf veel belang in de eerste zin van een roman of verhaal, ook bij andere schrijvers. Zo heeft hij op 18 januari 1987 bij de feestelijke heropening van het theater De Balie te Amsterdam, op initiatief van de Stichting Literaire Activiteiten Amsterdam een lezing gegeven over Eerste zinnen van romans.
De eerste zin van Au pair illustreert de kritische houding van Hermans:
"Het eerste waar Nederlanders aan denken, als ze iets willen verkrijgen dat hun eigen land niet oplevert, is niet het zelf te gaan maken, maar het te zoeken in den vreemde."
De openingszin van zijn meest gelezen roman De donkere kamer van Damokles is suggestief:
"...Dagenlang zwierf hij rond op zijn vlot, zonder drinken."
Dit geldt ook voor de eerste zin van Ik heb altijd gelijk, de roman die voor grote opschudding zorgde door de anti-katholieke passages:
"Omdat het vandaag de laatste dag is, zal ik je sparen."
De eerste zin van Nooit meer slapen is opmerkelijk door zijn beknoptheid en zeggingskracht:
"De portier is een invalide."
En die van Uit talloos veel miljoenen verwijst naar een belangrijke negentiende-eeuwse naturalistische roman van Marcellus Emants, Een nagelaten bekentenis (1894):
"Als Clemens bij uitzondering eerder uit zijn bed kwam dan Sita, ging hij naar de keuken om thee te zetten en terwijl hij wachtte tot het water kookte, dacht hij: Ik ben toch eigenlijk een goed mens, dat ik haar niet vergiftig."

### Bibliografische gegevens
- Frans A. Janssen en Sonja van Stek, Het bibliografische universum van Willem Frederik Hermans, Tweede, herziene en uitgebreide versie in samenwerking met Peter Kegel, Willem Frederik Hermans Instituut, 2005
- Website Volledige werken van Hermans

### Biografische gegevens
- Website Willem Frederik Hermans
- G.F.H. Raat, 'Een chronologisch overzicht' (Uit Hermans-nummer Bzzlletin, mei 1985)
- Hermans is hier geweest

### Studies over het oeuvre
- G.F.H. Raat. Literatuur als noodzaak. Willem Frederik Hermans: Facetten van een schrijverschap. Amsterdam: Amsterdam University Press, 2010.

### Studies over individuele werken
- Milan Kundera over De donkere kamer van Damokles
- Biografieën, werken, audiobestanden, uitgaven, werken en secundaire literatuur en links bij de Digitale Bibliotheek voor de Nederlandse Letteren (dbnl)
- Frans A. Janssen, Over De donkere kamer van Damokles van Willem Frederik Hermans. Derde herziene druk, Uitgeverij De Arbeiderspers, Amsterdam 1983
- René Marres, Over de interpretatie van De donkere kamer van Damokles van Willem Frederik Hermans.  Dimensie Boeken, Leiden 1996

### Fansites
- WFHermans.net (gearchiveerde versie)
- Hermans Magazine (gearchiveerde versie)

### RKD-pagina
- Biografische gegevens bij het RKD-Nederlands Instituut voor Kunstgeschiedenis